# Akiba Rubinstein
|   | a | b | c | d | e | f | g | h |   |
| 8 | a8 – Czarna wieża · b8 – Czarny skoczek · c8 – Czarny goniec · d8 – Czarny hetman · e8 – Czarny król · h8 – Czarna wieża · a7 – Czarny pionek · b7 – Czarny pionek · c7 – Czarny pionek · d7 – Czarny pionek · f7 – Czarny pionek · g7 – Czarny pionek · h7 – Czarny pionek · e6 – Czarny pionek · f6 – Czarny skoczek · b4 – Czarny goniec · c4 – Biały pionek · d4 – Biały pionek · c3 – Biały skoczek · e3 – Biały pionek · a2 – Biały pionek · b2 – Biały pionek · f2 – Biały pionek · g2 – Biały pionek · h2 – Biały pionek · a1 – Biała wieża · c1 – Biały goniec · d1 – Biały hetman · e1 – Biały król · f1 – Biały goniec · g1 – Biały skoczek · h1 – Biała wieża | a8 – Czarna wieża · b8 – Czarny skoczek · c8 – Czarny goniec · d8 – Czarny hetman · e8 – Czarny król · h8 – Czarna wieża · a7 – Czarny pionek · b7 – Czarny pionek · c7 – Czarny pionek · d7 – Czarny pionek · f7 – Czarny pionek · g7 – Czarny pionek · h7 – Czarny pionek · e6 – Czarny pionek · f6 – Czarny skoczek · b4 – Czarny goniec · c4 – Biały pionek · d4 – Biały pionek · c3 – Biały skoczek · e3 – Biały pionek · a2 – Biały pionek · b2 – Biały pionek · f2 – Biały pionek · g2 – Biały pionek · h2 – Biały pionek · a1 – Biała wieża · c1 – Biały goniec · d1 – Biały hetman · e1 – Biały król · f1 – Biały goniec · g1 – Biały skoczek · h1 – Biała wieża | a8 – Czarna wieża · b8 – Czarny skoczek · c8 – Czarny goniec · d8 – Czarny hetman · e8 – Czarny król · h8 – Czarna wieża · a7 – Czarny pionek · b7 – Czarny pionek · c7 – Czarny pionek · d7 – Czarny pionek · f7 – Czarny pionek · g7 – Czarny pionek · h7 – Czarny pionek · e6 – Czarny pionek · f6 – Czarny skoczek · b4 – Czarny goniec · c4 – Biały pionek · d4 – Biały pionek · c3 – Biały skoczek · e3 – Biały pionek · a2 – Biały pionek · b2 – Biały pionek · f2 – Biały pionek · g2 – Biały pionek · h2 – Biały pionek · a1 – Biała wieża · c1 – Biały goniec · d1 – Biały hetman · e1 – Biały król · f1 – Biały goniec · g1 – Biały skoczek · h1 – Biała wieża | a8 – Czarna wieża · b8 – Czarny skoczek · c8 – Czarny goniec · d8 – Czarny hetman · e8 – Czarny król · h8 – Czarna wieża · a7 – Czarny pionek · b7 – Czarny pionek · c7 – Czarny pionek · d7 – Czarny pionek · f7 – Czarny pionek · g7 – Czarny pionek · h7 – Czarny pionek · e6 – Czarny pionek · f6 – Czarny skoczek · b4 – Czarny goniec · c4 – Biały pionek · d4 – Biały pionek · c3 – Biały skoczek · e3 – Biały pionek · a2 – Biały pionek · b2 – Biały pionek · f2 – Biały pionek · g2 – Biały pionek · h2 – Biały pionek · a1 – Biała wieża · c1 – Biały goniec · d1 – Biały hetman · e1 – Biały król · f1 – Biały goniec · g1 – Biały skoczek · h1 – Biała wieża | a8 – Czarna wieża · b8 – Czarny skoczek · c8 – Czarny goniec · d8 – Czarny hetman · e8 – Czarny król · h8 – Czarna wieża · a7 – Czarny pionek · b7 – Czarny pionek · c7 – Czarny pionek · d7 – Czarny pionek · f7 – Czarny pionek · g7 – Czarny pionek · h7 – Czarny pionek · e6 – Czarny pionek · f6 – Czarny skoczek · b4 – Czarny goniec · c4 – Biały pionek · d4 – Biały pionek · c3 – Biały skoczek · e3 – Biały pionek · a2 – Biały pionek · b2 – Biały pionek · f2 – Biały pionek · g2 – Biały pionek · h2 – Biały pionek · a1 – Biała wieża · c1 – Biały goniec · d1 – Biały hetman · e1 – Biały król · f1 – Biały goniec · g1 – Biały skoczek · h1 – Biała wieża | a8 – Czarna wieża · b8 – Czarny skoczek · c8 – Czarny goniec · d8 – Czarny hetman · e8 – Czarny król · h8 – Czarna wieża · a7 – Czarny pionek · b7 – Czarny pionek · c7 – Czarny pionek · d7 – Czarny pionek · f7 – Czarny pionek · g7 – Czarny pionek · h7 – Czarny pionek · e6 – Czarny pionek · f6 – Czarny skoczek · b4 – Czarny goniec · c4 – Biały pionek · d4 – Biały pionek · c3 – Biały skoczek · e3 – Biały pionek · a2 – Biały pionek · b2 – Biały pionek · f2 – Biały pionek · g2 – Biały pionek · h2 – Biały pionek · a1 – Biała wieża · c1 – Biały goniec · d1 – Biały hetman · e1 – Biały król · f1 – Biały goniec · g1 – Biały skoczek · h1 – Biała wieża | a8 – Czarna wieża · b8 – Czarny skoczek · c8 – Czarny goniec · d8 – Czarny hetman · e8 – Czarny król · h8 – Czarna wieża · a7 – Czarny pionek · b7 – Czarny pionek · c7 – Czarny pionek · d7 – Czarny pionek · f7 – Czarny pionek · g7 – Czarny pionek · h7 – Czarny pionek · e6 – Czarny pionek · f6 – Czarny skoczek · b4 – Czarny goniec · c4 – Biały pionek · d4 – Biały pionek · c3 – Biały skoczek · e3 – Biały pionek · a2 – Biały pionek · b2 – Biały pionek · f2 – Biały pionek · g2 – Biały pionek · h2 – Biały pionek · a1 – Biała wieża · c1 – Biały goniec · d1 – Biały hetman · e1 – Biały król · f1 – Biały goniec · g1 – Biały skoczek · h1 – Biała wieża | a8 – Czarna wieża · b8 – Czarny skoczek · c8 – Czarny goniec · d8 – Czarny hetman · e8 – Czarny król · h8 – Czarna wieża · a7 – Czarny pionek · b7 – Czarny pionek · c7 – Czarny pionek · d7 – Czarny pionek · f7 – Czarny pionek · g7 – Czarny pionek · h7 – Czarny pionek · e6 – Czarny pionek · f6 – Czarny skoczek · b4 – Czarny goniec · c4 – Biały pionek · d4 – Biały pionek · c3 – Biały skoczek · e3 – Biały pionek · a2 – Biały pionek · b2 – Biały pionek · f2 – Biały pionek · g2 – Biały pionek · h2 – Biały pionek · a1 – Biała wieża · c1 – Biały goniec · d1 – Biały hetman · e1 – Biały król · f1 – Biały goniec · g1 – Biały skoczek · h1 – Biała wieża | 8 |
| 7 | a8 – Czarna wieża · b8 – Czarny skoczek · c8 – Czarny goniec · d8 – Czarny hetman · e8 – Czarny król · h8 – Czarna wieża · a7 – Czarny pionek · b7 – Czarny pionek · c7 – Czarny pionek · d7 – Czarny pionek · f7 – Czarny pionek · g7 – Czarny pionek · h7 – Czarny pionek · e6 – Czarny pionek · f6 – Czarny skoczek · b4 – Czarny goniec · c4 – Biały pionek · d4 – Biały pionek · c3 – Biały skoczek · e3 – Biały pionek · a2 – Biały pionek · b2 – Biały pionek · f2 – Biały pionek · g2 – Biały pionek · h2 – Biały pionek · a1 – Biała wieża · c1 – Biały goniec · d1 – Biały hetman · e1 – Biały król · f1 – Biały goniec · g1 – Biały skoczek · h1 – Biała wieża | a8 – Czarna wieża · b8 – Czarny skoczek · c8 – Czarny goniec · d8 – Czarny hetman · e8 – Czarny król · h8 – Czarna wieża · a7 – Czarny pionek · b7 – Czarny pionek · c7 – Czarny pionek · d7 – Czarny pionek · f7 – Czarny pionek · g7 – Czarny pionek · h7 – Czarny pionek · e6 – Czarny pionek · f6 – Czarny skoczek · b4 – Czarny goniec · c4 – Biały pionek · d4 – Biały pionek · c3 – Biały skoczek · e3 – Biały pionek · a2 – Biały pionek · b2 – Biały pionek · f2 – Biały pionek · g2 – Biały pionek · h2 – Biały pionek · a1 – Biała wieża · c1 – Biały goniec · d1 – Biały hetman · e1 – Biały król · f1 – Biały goniec · g1 – Biały skoczek · h1 – Biała wieża | a8 – Czarna wieża · b8 – Czarny skoczek · c8 – Czarny goniec · d8 – Czarny hetman · e8 – Czarny król · h8 – Czarna wieża · a7 – Czarny pionek · b7 – Czarny pionek · c7 – Czarny pionek · d7 – Czarny pionek · f7 – Czarny pionek · g7 – Czarny pionek · h7 – Czarny pionek · e6 – Czarny pionek · f6 – Czarny skoczek · b4 – Czarny goniec · c4 – Biały pionek · d4 – Biały pionek · c3 – Biały skoczek · e3 – Biały pionek · a2 – Biały pionek · b2 – Biały pionek · f2 – Biały pionek · g2 – Biały pionek · h2 – Biały pionek · a1 – Biała wieża · c1 – Biały goniec · d1 – Biały hetman · e1 – Biały król · f1 – Biały goniec · g1 – Biały skoczek · h1 – Biała wieża | a8 – Czarna wieża · b8 – Czarny skoczek · c8 – Czarny goniec · d8 – Czarny hetman · e8 – Czarny król · h8 – Czarna wieża · a7 – Czarny pionek · b7 – Czarny pionek · c7 – Czarny pionek · d7 – Czarny pionek · f7 – Czarny pionek · g7 – Czarny pionek · h7 – Czarny pionek · e6 – Czarny pionek · f6 – Czarny skoczek · b4 – Czarny goniec · c4 – Biały pionek · d4 – Biały pionek · c3 – Biały skoczek · e3 – Biały pionek · a2 – Biały pionek · b2 – Biały pionek · f2 – Biały pionek · g2 – Biały pionek · h2 – Biały pionek · a1 – Biała wieża · c1 – Biały goniec · d1 – Biały hetman · e1 – Biały król · f1 – Biały goniec · g1 – Biały skoczek · h1 – Biała wieża | a8 – Czarna wieża · b8 – Czarny skoczek · c8 – Czarny goniec · d8 – Czarny hetman · e8 – Czarny król · h8 – Czarna wieża · a7 – Czarny pionek · b7 – Czarny pionek · c7 – Czarny pionek · d7 – Czarny pionek · f7 – Czarny pionek · g7 – Czarny pionek · h7 – Czarny pionek · e6 – Czarny pionek · f6 – Czarny skoczek · b4 – Czarny goniec · c4 – Biały pionek · d4 – Biały pionek · c3 – Biały skoczek · e3 – Biały pionek · a2 – Biały pionek · b2 – Biały pionek · f2 – Biały pionek · g2 – Biały pionek · h2 – Biały pionek · a1 – Biała wieża · c1 – Biały goniec · d1 – Biały hetman · e1 – Biały król · f1 – Biały goniec · g1 – Biały skoczek · h1 – Biała wieża | a8 – Czarna wieża · b8 – Czarny skoczek · c8 – Czarny goniec · d8 – Czarny hetman · e8 – Czarny król · h8 – Czarna wieża · a7 – Czarny pionek · b7 – Czarny pionek · c7 – Czarny pionek · d7 – Czarny pionek · f7 – Czarny pionek · g7 – Czarny pionek · h7 – Czarny pionek · e6 – Czarny pionek · f6 – Czarny skoczek · b4 – Czarny goniec · c4 – Biały pionek · d4 – Biały pionek · c3 – Biały skoczek · e3 – Biały pionek · a2 – Biały pionek · b2 – Biały pionek · f2 – Biały pionek · g2 – Biały pionek · h2 – Biały pionek · a1 – Biała wieża · c1 – Biały goniec · d1 – Biały hetman · e1 – Biały król · f1 – Biały goniec · g1 – Biały skoczek · h1 – Biała wieża | a8 – Czarna wieża · b8 – Czarny skoczek · c8 – Czarny goniec · d8 – Czarny hetman · e8 – Czarny król · h8 – Czarna wieża · a7 – Czarny pionek · b7 – Czarny pionek · c7 – Czarny pionek · d7 – Czarny pionek · f7 – Czarny pionek · g7 – Czarny pionek · h7 – Czarny pionek · e6 – Czarny pionek · f6 – Czarny skoczek · b4 – Czarny goniec · c4 – Biały pionek · d4 – Biały pionek · c3 – Biały skoczek · e3 – Biały pionek · a2 – Biały pionek · b2 – Biały pionek · f2 – Biały pionek · g2 – Biały pionek · h2 – Biały pionek · a1 – Biała wieża · c1 – Biały goniec · d1 – Biały hetman · e1 – Biały król · f1 – Biały goniec · g1 – Biały skoczek · h1 – Biała wieża | a8 – Czarna wieża · b8 – Czarny skoczek · c8 – Czarny goniec · d8 – Czarny hetman · e8 – Czarny król · h8 – Czarna wieża · a7 – Czarny pionek · b7 – Czarny pionek · c7 – Czarny pionek · d7 – Czarny pionek · f7 – Czarny pionek · g7 – Czarny pionek · h7 – Czarny pionek · e6 – Czarny pionek · f6 – Czarny skoczek · b4 – Czarny goniec · c4 – Biały pionek · d4 – Biały pionek · c3 – Biały skoczek · e3 – Biały pionek · a2 – Biały pionek · b2 – Biały pionek · f2 – Biały pionek · g2 – Biały pionek · h2 – Biały pionek · a1 – Biała wieża · c1 – Biały goniec · d1 – Biały hetman · e1 – Biały król · f1 – Biały goniec · g1 – Biały skoczek · h1 – Biała wieża | 7 |
| 6 | a8 – Czarna wieża · b8 – Czarny skoczek · c8 – Czarny goniec · d8 – Czarny hetman · e8 – Czarny król · h8 – Czarna wieża · a7 – Czarny pionek · b7 – Czarny pionek · c7 – Czarny pionek · d7 – Czarny pionek · f7 – Czarny pionek · g7 – Czarny pionek · h7 – Czarny pionek · e6 – Czarny pionek · f6 – Czarny skoczek · b4 – Czarny goniec · c4 – Biały pionek · d4 – Biały pionek · c3 – Biały skoczek · e3 – Biały pionek · a2 – Biały pionek · b2 – Biały pionek · f2 – Biały pionek · g2 – Biały pionek · h2 – Biały pionek · a1 – Biała wieża · c1 – Biały goniec · d1 – Biały hetman · e1 – Biały król · f1 – Biały goniec · g1 – Biały skoczek · h1 – Biała wieża | a8 – Czarna wieża · b8 – Czarny skoczek · c8 – Czarny goniec · d8 – Czarny hetman · e8 – Czarny król · h8 – Czarna wieża · a7 – Czarny pionek · b7 – Czarny pionek · c7 – Czarny pionek · d7 – Czarny pionek · f7 – Czarny pionek · g7 – Czarny pionek · h7 – Czarny pionek · e6 – Czarny pionek · f6 – Czarny skoczek · b4 – Czarny goniec · c4 – Biały pionek · d4 – Biały pionek · c3 – Biały skoczek · e3 – Biały pionek · a2 – Biały pionek · b2 – Biały pionek · f2 – Biały pionek · g2 – Biały pionek · h2 – Biały pionek · a1 – Biała wieża · c1 – Biały goniec · d1 – Biały hetman · e1 – Biały król · f1 – Biały goniec · g1 – Biały skoczek · h1 – Biała wieża | a8 – Czarna wieża · b8 – Czarny skoczek · c8 – Czarny goniec · d8 – Czarny hetman · e8 – Czarny król · h8 – Czarna wieża · a7 – Czarny pionek · b7 – Czarny pionek · c7 – Czarny pionek · d7 – Czarny pionek · f7 – Czarny pionek · g7 – Czarny pionek · h7 – Czarny pionek · e6 – Czarny pionek · f6 – Czarny skoczek · b4 – Czarny goniec · c4 – Biały pionek · d4 – Biały pionek · c3 – Biały skoczek · e3 – Biały pionek · a2 – Biały pionek · b2 – Biały pionek · f2 – Biały pionek · g2 – Biały pionek · h2 – Biały pionek · a1 – Biała wieża · c1 – Biały goniec · d1 – Biały hetman · e1 – Biały król · f1 – Biały goniec · g1 – Biały skoczek · h1 – Biała wieża | a8 – Czarna wieża · b8 – Czarny skoczek · c8 – Czarny goniec · d8 – Czarny hetman · e8 – Czarny król · h8 – Czarna wieża · a7 – Czarny pionek · b7 – Czarny pionek · c7 – Czarny pionek · d7 – Czarny pionek · f7 – Czarny pionek · g7 – Czarny pionek · h7 – Czarny pionek · e6 – Czarny pionek · f6 – Czarny skoczek · b4 – Czarny goniec · c4 – Biały pionek · d4 – Biały pionek · c3 – Biały skoczek · e3 – Biały pionek · a2 – Biały pionek · b2 – Biały pionek · f2 – Biały pionek · g2 – Biały pionek · h2 – Biały pionek · a1 – Biała wieża · c1 – Biały goniec · d1 – Biały hetman · e1 – Biały król · f1 – Biały goniec · g1 – Biały skoczek · h1 – Biała wieża | a8 – Czarna wieża · b8 – Czarny skoczek · c8 – Czarny goniec · d8 – Czarny hetman · e8 – Czarny król · h8 – Czarna wieża · a7 – Czarny pionek · b7 – Czarny pionek · c7 – Czarny pionek · d7 – Czarny pionek · f7 – Czarny pionek · g7 – Czarny pionek · h7 – Czarny pionek · e6 – Czarny pionek · f6 – Czarny skoczek · b4 – Czarny goniec · c4 – Biały pionek · d4 – Biały pionek · c3 – Biały skoczek · e3 – Biały pionek · a2 – Biały pionek · b2 – Biały pionek · f2 – Biały pionek · g2 – Biały pionek · h2 – Biały pionek · a1 – Biała wieża · c1 – Biały goniec · d1 – Biały hetman · e1 – Biały król · f1 – Biały goniec · g1 – Biały skoczek · h1 – Biała wieża | a8 – Czarna wieża · b8 – Czarny skoczek · c8 – Czarny goniec · d8 – Czarny hetman · e8 – Czarny król · h8 – Czarna wieża · a7 – Czarny pionek · b7 – Czarny pionek · c7 – Czarny pionek · d7 – Czarny pionek · f7 – Czarny pionek · g7 – Czarny pionek · h7 – Czarny pionek · e6 – Czarny pionek · f6 – Czarny skoczek · b4 – Czarny goniec · c4 – Biały pionek · d4 – Biały pionek · c3 – Biały skoczek · e3 – Biały pionek · a2 – Biały pionek · b2 – Biały pionek · f2 – Biały pionek · g2 – Biały pionek · h2 – Biały pionek · a1 – Biała wieża · c1 – Biały goniec · d1 – Biały hetman · e1 – Biały król · f1 – Biały goniec · g1 – Biały skoczek · h1 – Biała wieża | a8 – Czarna wieża · b8 – Czarny skoczek · c8 – Czarny goniec · d8 – Czarny hetman · e8 – Czarny król · h8 – Czarna wieża · a7 – Czarny pionek · b7 – Czarny pionek · c7 – Czarny pionek · d7 – Czarny pionek · f7 – Czarny pionek · g7 – Czarny pionek · h7 – Czarny pionek · e6 – Czarny pionek · f6 – Czarny skoczek · b4 – Czarny goniec · c4 – Biały pionek · d4 – Biały pionek · c3 – Biały skoczek · e3 – Biały pionek · a2 – Biały pionek · b2 – Biały pionek · f2 – Biały pionek · g2 – Biały pionek · h2 – Biały pionek · a1 – Biała wieża · c1 – Biały goniec · d1 – Biały hetman · e1 – Biały król · f1 – Biały goniec · g1 – Biały skoczek · h1 – Biała wieża | a8 – Czarna wieża · b8 – Czarny skoczek · c8 – Czarny goniec · d8 – Czarny hetman · e8 – Czarny król · h8 – Czarna wieża · a7 – Czarny pionek · b7 – Czarny pionek · c7 – Czarny pionek · d7 – Czarny pionek · f7 – Czarny pionek · g7 – Czarny pionek · h7 – Czarny pionek · e6 – Czarny pionek · f6 – Czarny skoczek · b4 – Czarny goniec · c4 – Biały pionek · d4 – Biały pionek · c3 – Biały skoczek · e3 – Biały pionek · a2 – Biały pionek · b2 – Biały pionek · f2 – Biały pionek · g2 – Biały pionek · h2 – Biały pionek · a1 – Biała wieża · c1 – Biały goniec · d1 – Biały hetman · e1 – Biały król · f1 – Biały goniec · g1 – Biały skoczek · h1 – Biała wieża | 6 |
| 5 | a8 – Czarna wieża · b8 – Czarny skoczek · c8 – Czarny goniec · d8 – Czarny hetman · e8 – Czarny król · h8 – Czarna wieża · a7 – Czarny pionek · b7 – Czarny pionek · c7 – Czarny pionek · d7 – Czarny pionek · f7 – Czarny pionek · g7 – Czarny pionek · h7 – Czarny pionek · e6 – Czarny pionek · f6 – Czarny skoczek · b4 – Czarny goniec · c4 – Biały pionek · d4 – Biały pionek · c3 – Biały skoczek · e3 – Biały pionek · a2 – Biały pionek · b2 – Biały pionek · f2 – Biały pionek · g2 – Biały pionek · h2 – Biały pionek · a1 – Biała wieża · c1 – Biały goniec · d1 – Biały hetman · e1 – Biały król · f1 – Biały goniec · g1 – Biały skoczek · h1 – Biała wieża | a8 – Czarna wieża · b8 – Czarny skoczek · c8 – Czarny goniec · d8 – Czarny hetman · e8 – Czarny król · h8 – Czarna wieża · a7 – Czarny pionek · b7 – Czarny pionek · c7 – Czarny pionek · d7 – Czarny pionek · f7 – Czarny pionek · g7 – Czarny pionek · h7 – Czarny pionek · e6 – Czarny pionek · f6 – Czarny skoczek · b4 – Czarny goniec · c4 – Biały pionek · d4 – Biały pionek · c3 – Biały skoczek · e3 – Biały pionek · a2 – Biały pionek · b2 – Biały pionek · f2 – Biały pionek · g2 – Biały pionek · h2 – Biały pionek · a1 – Biała wieża · c1 – Biały goniec · d1 – Biały hetman · e1 – Biały król · f1 – Biały goniec · g1 – Biały skoczek · h1 – Biała wieża | a8 – Czarna wieża · b8 – Czarny skoczek · c8 – Czarny goniec · d8 – Czarny hetman · e8 – Czarny król · h8 – Czarna wieża · a7 – Czarny pionek · b7 – Czarny pionek · c7 – Czarny pionek · d7 – Czarny pionek · f7 – Czarny pionek · g7 – Czarny pionek · h7 – Czarny pionek · e6 – Czarny pionek · f6 – Czarny skoczek · b4 – Czarny goniec · c4 – Biały pionek · d4 – Biały pionek · c3 – Biały skoczek · e3 – Biały pionek · a2 – Biały pionek · b2 – Biały pionek · f2 – Biały pionek · g2 – Biały pionek · h2 – Biały pionek · a1 – Biała wieża · c1 – Biały goniec · d1 – Biały hetman · e1 – Biały król · f1 – Biały goniec · g1 – Biały skoczek · h1 – Biała wieża | a8 – Czarna wieża · b8 – Czarny skoczek · c8 – Czarny goniec · d8 – Czarny hetman · e8 – Czarny król · h8 – Czarna wieża · a7 – Czarny pionek · b7 – Czarny pionek · c7 – Czarny pionek · d7 – Czarny pionek · f7 – Czarny pionek · g7 – Czarny pionek · h7 – Czarny pionek · e6 – Czarny pionek · f6 – Czarny skoczek · b4 – Czarny goniec · c4 – Biały pionek · d4 – Biały pionek · c3 – Biały skoczek · e3 – Biały pionek · a2 – Biały pionek · b2 – Biały pionek · f2 – Biały pionek · g2 – Biały pionek · h2 – Biały pionek · a1 – Biała wieża · c1 – Biały goniec · d1 – Biały hetman · e1 – Biały król · f1 – Biały goniec · g1 – Biały skoczek · h1 – Biała wieża | a8 – Czarna wieża · b8 – Czarny skoczek · c8 – Czarny goniec · d8 – Czarny hetman · e8 – Czarny król · h8 – Czarna wieża · a7 – Czarny pionek · b7 – Czarny pionek · c7 – Czarny pionek · d7 – Czarny pionek · f7 – Czarny pionek · g7 – Czarny pionek · h7 – Czarny pionek · e6 – Czarny pionek · f6 – Czarny skoczek · b4 – Czarny goniec · c4 – Biały pionek · d4 – Biały pionek · c3 – Biały skoczek · e3 – Biały pionek · a2 – Biały pionek · b2 – Biały pionek · f2 – Biały pionek · g2 – Biały pionek · h2 – Biały pionek · a1 – Biała wieża · c1 – Biały goniec · d1 – Biały hetman · e1 – Biały król · f1 – Biały goniec · g1 – Biały skoczek · h1 – Biała wieża | a8 – Czarna wieża · b8 – Czarny skoczek · c8 – Czarny goniec · d8 – Czarny hetman · e8 – Czarny król · h8 – Czarna wieża · a7 – Czarny pionek · b7 – Czarny pionek · c7 – Czarny pionek · d7 – Czarny pionek · f7 – Czarny pionek · g7 – Czarny pionek · h7 – Czarny pionek · e6 – Czarny pionek · f6 – Czarny skoczek · b4 – Czarny goniec · c4 – Biały pionek · d4 – Biały pionek · c3 – Biały skoczek · e3 – Biały pionek · a2 – Biały pionek · b2 – Biały pionek · f2 – Biały pionek · g2 – Biały pionek · h2 – Biały pionek · a1 – Biała wieża · c1 – Biały goniec · d1 – Biały hetman · e1 – Biały król · f1 – Biały goniec · g1 – Biały skoczek · h1 – Biała wieża | a8 – Czarna wieża · b8 – Czarny skoczek · c8 – Czarny goniec · d8 – Czarny hetman · e8 – Czarny król · h8 – Czarna wieża · a7 – Czarny pionek · b7 – Czarny pionek · c7 – Czarny pionek · d7 – Czarny pionek · f7 – Czarny pionek · g7 – Czarny pionek · h7 – Czarny pionek · e6 – Czarny pionek · f6 – Czarny skoczek · b4 – Czarny goniec · c4 – Biały pionek · d4 – Biały pionek · c3 – Biały skoczek · e3 – Biały pionek · a2 – Biały pionek · b2 – Biały pionek · f2 – Biały pionek · g2 – Biały pionek · h2 – Biały pionek · a1 – Biała wieża · c1 – Biały goniec · d1 – Biały hetman · e1 – Biały król · f1 – Biały goniec · g1 – Biały skoczek · h1 – Biała wieża | a8 – Czarna wieża · b8 – Czarny skoczek · c8 – Czarny goniec · d8 – Czarny hetman · e8 – Czarny król · h8 – Czarna wieża · a7 – Czarny pionek · b7 – Czarny pionek · c7 – Czarny pionek · d7 – Czarny pionek · f7 – Czarny pionek · g7 – Czarny pionek · h7 – Czarny pionek · e6 – Czarny pionek · f6 – Czarny skoczek · b4 – Czarny goniec · c4 – Biały pionek · d4 – Biały pionek · c3 – Biały skoczek · e3 – Biały pionek · a2 – Biały pionek · b2 – Biały pionek · f2 – Biały pionek · g2 – Biały pionek · h2 – Biały pionek · a1 – Biała wieża · c1 – Biały goniec · d1 – Biały hetman · e1 – Biały król · f1 – Biały goniec · g1 – Biały skoczek · h1 – Biała wieża | 5 |
| 4 | a8 – Czarna wieża · b8 – Czarny skoczek · c8 – Czarny goniec · d8 – Czarny hetman · e8 – Czarny król · h8 – Czarna wieża · a7 – Czarny pionek · b7 – Czarny pionek · c7 – Czarny pionek · d7 – Czarny pionek · f7 – Czarny pionek · g7 – Czarny pionek · h7 – Czarny pionek · e6 – Czarny pionek · f6 – Czarny skoczek · b4 – Czarny goniec · c4 – Biały pionek · d4 – Biały pionek · c3 – Biały skoczek · e3 – Biały pionek · a2 – Biały pionek · b2 – Biały pionek · f2 – Biały pionek · g2 – Biały pionek · h2 – Biały pionek · a1 – Biała wieża · c1 – Biały goniec · d1 – Biały hetman · e1 – Biały król · f1 – Biały goniec · g1 – Biały skoczek · h1 – Biała wieża | a8 – Czarna wieża · b8 – Czarny skoczek · c8 – Czarny goniec · d8 – Czarny hetman · e8 – Czarny król · h8 – Czarna wieża · a7 – Czarny pionek · b7 – Czarny pionek · c7 – Czarny pionek · d7 – Czarny pionek · f7 – Czarny pionek · g7 – Czarny pionek · h7 – Czarny pionek · e6 – Czarny pionek · f6 – Czarny skoczek · b4 – Czarny goniec · c4 – Biały pionek · d4 – Biały pionek · c3 – Biały skoczek · e3 – Biały pionek · a2 – Biały pionek · b2 – Biały pionek · f2 – Biały pionek · g2 – Biały pionek · h2 – Biały pionek · a1 – Biała wieża · c1 – Biały goniec · d1 – Biały hetman · e1 – Biały król · f1 – Biały goniec · g1 – Biały skoczek · h1 – Biała wieża | a8 – Czarna wieża · b8 – Czarny skoczek · c8 – Czarny goniec · d8 – Czarny hetman · e8 – Czarny król · h8 – Czarna wieża · a7 – Czarny pionek · b7 – Czarny pionek · c7 – Czarny pionek · d7 – Czarny pionek · f7 – Czarny pionek · g7 – Czarny pionek · h7 – Czarny pionek · e6 – Czarny pionek · f6 – Czarny skoczek · b4 – Czarny goniec · c4 – Biały pionek · d4 – Biały pionek · c3 – Biały skoczek · e3 – Biały pionek · a2 – Biały pionek · b2 – Biały pionek · f2 – Biały pionek · g2 – Biały pionek · h2 – Biały pionek · a1 – Biała wieża · c1 – Biały goniec · d1 – Biały hetman · e1 – Biały król · f1 – Biały goniec · g1 – Biały skoczek · h1 – Biała wieża | a8 – Czarna wieża · b8 – Czarny skoczek · c8 – Czarny goniec · d8 – Czarny hetman · e8 – Czarny król · h8 – Czarna wieża · a7 – Czarny pionek · b7 – Czarny pionek · c7 – Czarny pionek · d7 – Czarny pionek · f7 – Czarny pionek · g7 – Czarny pionek · h7 – Czarny pionek · e6 – Czarny pionek · f6 – Czarny skoczek · b4 – Czarny goniec · c4 – Biały pionek · d4 – Biały pionek · c3 – Biały skoczek · e3 – Biały pionek · a2 – Biały pionek · b2 – Biały pionek · f2 – Biały pionek · g2 – Biały pionek · h2 – Biały pionek · a1 – Biała wieża · c1 – Biały goniec · d1 – Biały hetman · e1 – Biały król · f1 – Biały goniec · g1 – Biały skoczek · h1 – Biała wieża | a8 – Czarna wieża · b8 – Czarny skoczek · c8 – Czarny goniec · d8 – Czarny hetman · e8 – Czarny król · h8 – Czarna wieża · a7 – Czarny pionek · b7 – Czarny pionek · c7 – Czarny pionek · d7 – Czarny pionek · f7 – Czarny pionek · g7 – Czarny pionek · h7 – Czarny pionek · e6 – Czarny pionek · f6 – Czarny skoczek · b4 – Czarny goniec · c4 – Biały pionek · d4 – Biały pionek · c3 – Biały skoczek · e3 – Biały pionek · a2 – Biały pionek · b2 – Biały pionek · f2 – Biały pionek · g2 – Biały pionek · h2 – Biały pionek · a1 – Biała wieża · c1 – Biały goniec · d1 – Biały hetman · e1 – Biały król · f1 – Biały goniec · g1 – Biały skoczek · h1 – Biała wieża | a8 – Czarna wieża · b8 – Czarny skoczek · c8 – Czarny goniec · d8 – Czarny hetman · e8 – Czarny król · h8 – Czarna wieża · a7 – Czarny pionek · b7 – Czarny pionek · c7 – Czarny pionek · d7 – Czarny pionek · f7 – Czarny pionek · g7 – Czarny pionek · h7 – Czarny pionek · e6 – Czarny pionek · f6 – Czarny skoczek · b4 – Czarny goniec · c4 – Biały pionek · d4 – Biały pionek · c3 – Biały skoczek · e3 – Biały pionek · a2 – Biały pionek · b2 – Biały pionek · f2 – Biały pionek · g2 – Biały pionek · h2 – Biały pionek · a1 – Biała wieża · c1 – Biały goniec · d1 – Biały hetman · e1 – Biały król · f1 – Biały goniec · g1 – Biały skoczek · h1 – Biała wieża | a8 – Czarna wieża · b8 – Czarny skoczek · c8 – Czarny goniec · d8 – Czarny hetman · e8 – Czarny król · h8 – Czarna wieża · a7 – Czarny pionek · b7 – Czarny pionek · c7 – Czarny pionek · d7 – Czarny pionek · f7 – Czarny pionek · g7 – Czarny pionek · h7 – Czarny pionek · e6 – Czarny pionek · f6 – Czarny skoczek · b4 – Czarny goniec · c4 – Biały pionek · d4 – Biały pionek · c3 – Biały skoczek · e3 – Biały pionek · a2 – Biały pionek · b2 – Biały pionek · f2 – Biały pionek · g2 – Biały pionek · h2 – Biały pionek · a1 – Biała wieża · c1 – Biały goniec · d1 – Biały hetman · e1 – Biały król · f1 – Biały goniec · g1 – Biały skoczek · h1 – Biała wieża | a8 – Czarna wieża · b8 – Czarny skoczek · c8 – Czarny goniec · d8 – Czarny hetman · e8 – Czarny król · h8 – Czarna wieża · a7 – Czarny pionek · b7 – Czarny pionek · c7 – Czarny pionek · d7 – Czarny pionek · f7 – Czarny pionek · g7 – Czarny pionek · h7 – Czarny pionek · e6 – Czarny pionek · f6 – Czarny skoczek · b4 – Czarny goniec · c4 – Biały pionek · d4 – Biały pionek · c3 – Biały skoczek · e3 – Biały pionek · a2 – Biały pionek · b2 – Biały pionek · f2 – Biały pionek · g2 – Biały pionek · h2 – Biały pionek · a1 – Biała wieża · c1 – Biały goniec · d1 – Biały hetman · e1 – Biały król · f1 – Biały goniec · g1 – Biały skoczek · h1 – Biała wieża | 4 |
| 3 | a8 – Czarna wieża · b8 – Czarny skoczek · c8 – Czarny goniec · d8 – Czarny hetman · e8 – Czarny król · h8 – Czarna wieża · a7 – Czarny pionek · b7 – Czarny pionek · c7 – Czarny pionek · d7 – Czarny pionek · f7 – Czarny pionek · g7 – Czarny pionek · h7 – Czarny pionek · e6 – Czarny pionek · f6 – Czarny skoczek · b4 – Czarny goniec · c4 – Biały pionek · d4 – Biały pionek · c3 – Biały skoczek · e3 – Biały pionek · a2 – Biały pionek · b2 – Biały pionek · f2 – Biały pionek · g2 – Biały pionek · h2 – Biały pionek · a1 – Biała wieża · c1 – Biały goniec · d1 – Biały hetman · e1 – Biały król · f1 – Biały goniec · g1 – Biały skoczek · h1 – Biała wieża | a8 – Czarna wieża · b8 – Czarny skoczek · c8 – Czarny goniec · d8 – Czarny hetman · e8 – Czarny król · h8 – Czarna wieża · a7 – Czarny pionek · b7 – Czarny pionek · c7 – Czarny pionek · d7 – Czarny pionek · f7 – Czarny pionek · g7 – Czarny pionek · h7 – Czarny pionek · e6 – Czarny pionek · f6 – Czarny skoczek · b4 – Czarny goniec · c4 – Biały pionek · d4 – Biały pionek · c3 – Biały skoczek · e3 – Biały pionek · a2 – Biały pionek · b2 – Biały pionek · f2 – Biały pionek · g2 – Biały pionek · h2 – Biały pionek · a1 – Biała wieża · c1 – Biały goniec · d1 – Biały hetman · e1 – Biały król · f1 – Biały goniec · g1 – Biały skoczek · h1 – Biała wieża | a8 – Czarna wieża · b8 – Czarny skoczek · c8 – Czarny goniec · d8 – Czarny hetman · e8 – Czarny król · h8 – Czarna wieża · a7 – Czarny pionek · b7 – Czarny pionek · c7 – Czarny pionek · d7 – Czarny pionek · f7 – Czarny pionek · g7 – Czarny pionek · h7 – Czarny pionek · e6 – Czarny pionek · f6 – Czarny skoczek · b4 – Czarny goniec · c4 – Biały pionek · d4 – Biały pionek · c3 – Biały skoczek · e3 – Biały pionek · a2 – Biały pionek · b2 – Biały pionek · f2 – Biały pionek · g2 – Biały pionek · h2 – Biały pionek · a1 – Biała wieża · c1 – Biały goniec · d1 – Biały hetman · e1 – Biały król · f1 – Biały goniec · g1 – Biały skoczek · h1 – Biała wieża | a8 – Czarna wieża · b8 – Czarny skoczek · c8 – Czarny goniec · d8 – Czarny hetman · e8 – Czarny król · h8 – Czarna wieża · a7 – Czarny pionek · b7 – Czarny pionek · c7 – Czarny pionek · d7 – Czarny pionek · f7 – Czarny pionek · g7 – Czarny pionek · h7 – Czarny pionek · e6 – Czarny pionek · f6 – Czarny skoczek · b4 – Czarny goniec · c4 – Biały pionek · d4 – Biały pionek · c3 – Biały skoczek · e3 – Biały pionek · a2 – Biały pionek · b2 – Biały pionek · f2 – Biały pionek · g2 – Biały pionek · h2 – Biały pionek · a1 – Biała wieża · c1 – Biały goniec · d1 – Biały hetman · e1 – Biały król · f1 – Biały goniec · g1 – Biały skoczek · h1 – Biała wieża | a8 – Czarna wieża · b8 – Czarny skoczek · c8 – Czarny goniec · d8 – Czarny hetman · e8 – Czarny król · h8 – Czarna wieża · a7 – Czarny pionek · b7 – Czarny pionek · c7 – Czarny pionek · d7 – Czarny pionek · f7 – Czarny pionek · g7 – Czarny pionek · h7 – Czarny pionek · e6 – Czarny pionek · f6 – Czarny skoczek · b4 – Czarny goniec · c4 – Biały pionek · d4 – Biały pionek · c3 – Biały skoczek · e3 – Biały pionek · a2 – Biały pionek · b2 – Biały pionek · f2 – Biały pionek · g2 – Biały pionek · h2 – Biały pionek · a1 – Biała wieża · c1 – Biały goniec · d1 – Biały hetman · e1 – Biały król · f1 – Biały goniec · g1 – Biały skoczek · h1 – Biała wieża | a8 – Czarna wieża · b8 – Czarny skoczek · c8 – Czarny goniec · d8 – Czarny hetman · e8 – Czarny król · h8 – Czarna wieża · a7 – Czarny pionek · b7 – Czarny pionek · c7 – Czarny pionek · d7 – Czarny pionek · f7 – Czarny pionek · g7 – Czarny pionek · h7 – Czarny pionek · e6 – Czarny pionek · f6 – Czarny skoczek · b4 – Czarny goniec · c4 – Biały pionek · d4 – Biały pionek · c3 – Biały skoczek · e3 – Biały pionek · a2 – Biały pionek · b2 – Biały pionek · f2 – Biały pionek · g2 – Biały pionek · h2 – Biały pionek · a1 – Biała wieża · c1 – Biały goniec · d1 – Biały hetman · e1 – Biały król · f1 – Biały goniec · g1 – Biały skoczek · h1 – Biała wieża | a8 – Czarna wieża · b8 – Czarny skoczek · c8 – Czarny goniec · d8 – Czarny hetman · e8 – Czarny król · h8 – Czarna wieża · a7 – Czarny pionek · b7 – Czarny pionek · c7 – Czarny pionek · d7 – Czarny pionek · f7 – Czarny pionek · g7 – Czarny pionek · h7 – Czarny pionek · e6 – Czarny pionek · f6 – Czarny skoczek · b4 – Czarny goniec · c4 – Biały pionek · d4 – Biały pionek · c3 – Biały skoczek · e3 – Biały pionek · a2 – Biały pionek · b2 – Biały pionek · f2 – Biały pionek · g2 – Biały pionek · h2 – Biały pionek · a1 – Biała wieża · c1 – Biały goniec · d1 – Biały hetman · e1 – Biały król · f1 – Biały goniec · g1 – Biały skoczek · h1 – Biała wieża | a8 – Czarna wieża · b8 – Czarny skoczek · c8 – Czarny goniec · d8 – Czarny hetman · e8 – Czarny król · h8 – Czarna wieża · a7 – Czarny pionek · b7 – Czarny pionek · c7 – Czarny pionek · d7 – Czarny pionek · f7 – Czarny pionek · g7 – Czarny pionek · h7 – Czarny pionek · e6 – Czarny pionek · f6 – Czarny skoczek · b4 – Czarny goniec · c4 – Biały pionek · d4 – Biały pionek · c3 – Biały skoczek · e3 – Biały pionek · a2 – Biały pionek · b2 – Biały pionek · f2 – Biały pionek · g2 – Biały pionek · h2 – Biały pionek · a1 – Biała wieża · c1 – Biały goniec · d1 – Biały hetman · e1 – Biały król · f1 – Biały goniec · g1 – Biały skoczek · h1 – Biała wieża | 3 |
| 2 | a8 – Czarna wieża · b8 – Czarny skoczek · c8 – Czarny goniec · d8 – Czarny hetman · e8 – Czarny król · h8 – Czarna wieża · a7 – Czarny pionek · b7 – Czarny pionek · c7 – Czarny pionek · d7 – Czarny pionek · f7 – Czarny pionek · g7 – Czarny pionek · h7 – Czarny pionek · e6 – Czarny pionek · f6 – Czarny skoczek · b4 – Czarny goniec · c4 – Biały pionek · d4 – Biały pionek · c3 – Biały skoczek · e3 – Biały pionek · a2 – Biały pionek · b2 – Biały pionek · f2 – Biały pionek · g2 – Biały pionek · h2 – Biały pionek · a1 – Biała wieża · c1 – Biały goniec · d1 – Biały hetman · e1 – Biały król · f1 – Biały goniec · g1 – Biały skoczek · h1 – Biała wieża | a8 – Czarna wieża · b8 – Czarny skoczek · c8 – Czarny goniec · d8 – Czarny hetman · e8 – Czarny król · h8 – Czarna wieża · a7 – Czarny pionek · b7 – Czarny pionek · c7 – Czarny pionek · d7 – Czarny pionek · f7 – Czarny pionek · g7 – Czarny pionek · h7 – Czarny pionek · e6 – Czarny pionek · f6 – Czarny skoczek · b4 – Czarny goniec · c4 – Biały pionek · d4 – Biały pionek · c3 – Biały skoczek · e3 – Biały pionek · a2 – Biały pionek · b2 – Biały pionek · f2 – Biały pionek · g2 – Biały pionek · h2 – Biały pionek · a1 – Biała wieża · c1 – Biały goniec · d1 – Biały hetman · e1 – Biały król · f1 – Biały goniec · g1 – Biały skoczek · h1 – Biała wieża | a8 – Czarna wieża · b8 – Czarny skoczek · c8 – Czarny goniec · d8 – Czarny hetman · e8 – Czarny król · h8 – Czarna wieża · a7 – Czarny pionek · b7 – Czarny pionek · c7 – Czarny pionek · d7 – Czarny pionek · f7 – Czarny pionek · g7 – Czarny pionek · h7 – Czarny pionek · e6 – Czarny pionek · f6 – Czarny skoczek · b4 – Czarny goniec · c4 – Biały pionek · d4 – Biały pionek · c3 – Biały skoczek · e3 – Biały pionek · a2 – Biały pionek · b2 – Biały pionek · f2 – Biały pionek · g2 – Biały pionek · h2 – Biały pionek · a1 – Biała wieża · c1 – Biały goniec · d1 – Biały hetman · e1 – Biały król · f1 – Biały goniec · g1 – Biały skoczek · h1 – Biała wieża | a8 – Czarna wieża · b8 – Czarny skoczek · c8 – Czarny goniec · d8 – Czarny hetman · e8 – Czarny król · h8 – Czarna wieża · a7 – Czarny pionek · b7 – Czarny pionek · c7 – Czarny pionek · d7 – Czarny pionek · f7 – Czarny pionek · g7 – Czarny pionek · h7 – Czarny pionek · e6 – Czarny pionek · f6 – Czarny skoczek · b4 – Czarny goniec · c4 – Biały pionek · d4 – Biały pionek · c3 – Biały skoczek · e3 – Biały pionek · a2 – Biały pionek · b2 – Biały pionek · f2 – Biały pionek · g2 – Biały pionek · h2 – Biały pionek · a1 – Biała wieża · c1 – Biały goniec · d1 – Biały hetman · e1 – Biały król · f1 – Biały goniec · g1 – Biały skoczek · h1 – Biała wieża | a8 – Czarna wieża · b8 – Czarny skoczek · c8 – Czarny goniec · d8 – Czarny hetman · e8 – Czarny król · h8 – Czarna wieża · a7 – Czarny pionek · b7 – Czarny pionek · c7 – Czarny pionek · d7 – Czarny pionek · f7 – Czarny pionek · g7 – Czarny pionek · h7 – Czarny pionek · e6 – Czarny pionek · f6 – Czarny skoczek · b4 – Czarny goniec · c4 – Biały pionek · d4 – Biały pionek · c3 – Biały skoczek · e3 – Biały pionek · a2 – Biały pionek · b2 – Biały pionek · f2 – Biały pionek · g2 – Biały pionek · h2 – Biały pionek · a1 – Biała wieża · c1 – Biały goniec · d1 – Biały hetman · e1 – Biały król · f1 – Biały goniec · g1 – Biały skoczek · h1 – Biała wieża | a8 – Czarna wieża · b8 – Czarny skoczek · c8 – Czarny goniec · d8 – Czarny hetman · e8 – Czarny król · h8 – Czarna wieża · a7 – Czarny pionek · b7 – Czarny pionek · c7 – Czarny pionek · d7 – Czarny pionek · f7 – Czarny pionek · g7 – Czarny pionek · h7 – Czarny pionek · e6 – Czarny pionek · f6 – Czarny skoczek · b4 – Czarny goniec · c4 – Biały pionek · d4 – Biały pionek · c3 – Biały skoczek · e3 – Biały pionek · a2 – Biały pionek · b2 – Biały pionek · f2 – Biały pionek · g2 – Biały pionek · h2 – Biały pionek · a1 – Biała wieża · c1 – Biały goniec · d1 – Biały hetman · e1 – Biały król · f1 – Biały goniec · g1 – Biały skoczek · h1 – Biała wieża | a8 – Czarna wieża · b8 – Czarny skoczek · c8 – Czarny goniec · d8 – Czarny hetman · e8 – Czarny król · h8 – Czarna wieża · a7 – Czarny pionek · b7 – Czarny pionek · c7 – Czarny pionek · d7 – Czarny pionek · f7 – Czarny pionek · g7 – Czarny pionek · h7 – Czarny pionek · e6 – Czarny pionek · f6 – Czarny skoczek · b4 – Czarny goniec · c4 – Biały pionek · d4 – Biały pionek · c3 – Biały skoczek · e3 – Biały pionek · a2 – Biały pionek · b2 – Biały pionek · f2 – Biały pionek · g2 – Biały pionek · h2 – Biały pionek · a1 – Biała wieża · c1 – Biały goniec · d1 – Biały hetman · e1 – Biały król · f1 – Biały goniec · g1 – Biały skoczek · h1 – Biała wieża | a8 – Czarna wieża · b8 – Czarny skoczek · c8 – Czarny goniec · d8 – Czarny hetman · e8 – Czarny król · h8 – Czarna wieża · a7 – Czarny pionek · b7 – Czarny pionek · c7 – Czarny pionek · d7 – Czarny pionek · f7 – Czarny pionek · g7 – Czarny pionek · h7 – Czarny pionek · e6 – Czarny pionek · f6 – Czarny skoczek · b4 – Czarny goniec · c4 – Biały pionek · d4 – Biały pionek · c3 – Biały skoczek · e3 – Biały pionek · a2 – Biały pionek · b2 – Biały pionek · f2 – Biały pionek · g2 – Biały pionek · h2 – Biały pionek · a1 – Biała wieża · c1 – Biały goniec · d1 – Biały hetman · e1 – Biały król · f1 – Biały goniec · g1 – Biały skoczek · h1 – Biała wieża | 2 |
| 1 | a8 – Czarna wieża · b8 – Czarny skoczek · c8 – Czarny goniec · d8 – Czarny hetman · e8 – Czarny król · h8 – Czarna wieża · a7 – Czarny pionek · b7 – Czarny pionek · c7 – Czarny pionek · d7 – Czarny pionek · f7 – Czarny pionek · g7 – Czarny pionek · h7 – Czarny pionek · e6 – Czarny pionek · f6 – Czarny skoczek · b4 – Czarny goniec · c4 – Biały pionek · d4 – Biały pionek · c3 – Biały skoczek · e3 – Biały pionek · a2 – Biały pionek · b2 – Biały pionek · f2 – Biały pionek · g2 – Biały pionek · h2 – Biały pionek · a1 – Biała wieża · c1 – Biały goniec · d1 – Biały hetman · e1 – Biały król · f1 – Biały goniec · g1 – Biały skoczek · h1 – Biała wieża | a8 – Czarna wieża · b8 – Czarny skoczek · c8 – Czarny goniec · d8 – Czarny hetman · e8 – Czarny król · h8 – Czarna wieża · a7 – Czarny pionek · b7 – Czarny pionek · c7 – Czarny pionek · d7 – Czarny pionek · f7 – Czarny pionek · g7 – Czarny pionek · h7 – Czarny pionek · e6 – Czarny pionek · f6 – Czarny skoczek · b4 – Czarny goniec · c4 – Biały pionek · d4 – Biały pionek · c3 – Biały skoczek · e3 – Biały pionek · a2 – Biały pionek · b2 – Biały pionek · f2 – Biały pionek · g2 – Biały pionek · h2 – Biały pionek · a1 – Biała wieża · c1 – Biały goniec · d1 – Biały hetman · e1 – Biały król · f1 – Biały goniec · g1 – Biały skoczek · h1 – Biała wieża | a8 – Czarna wieża · b8 – Czarny skoczek · c8 – Czarny goniec · d8 – Czarny hetman · e8 – Czarny król · h8 – Czarna wieża · a7 – Czarny pionek · b7 – Czarny pionek · c7 – Czarny pionek · d7 – Czarny pionek · f7 – Czarny pionek · g7 – Czarny pionek · h7 – Czarny pionek · e6 – Czarny pionek · f6 – Czarny skoczek · b4 – Czarny goniec · c4 – Biały pionek · d4 – Biały pionek · c3 – Biały skoczek · e3 – Biały pionek · a2 – Biały pionek · b2 – Biały pionek · f2 – Biały pionek · g2 – Biały pionek · h2 – Biały pionek · a1 – Biała wieża · c1 – Biały goniec · d1 – Biały hetman · e1 – Biały król · f1 – Biały goniec · g1 – Biały skoczek · h1 – Biała wieża | a8 – Czarna wieża · b8 – Czarny skoczek · c8 – Czarny goniec · d8 – Czarny hetman · e8 – Czarny król · h8 – Czarna wieża · a7 – Czarny pionek · b7 – Czarny pionek · c7 – Czarny pionek · d7 – Czarny pionek · f7 – Czarny pionek · g7 – Czarny pionek · h7 – Czarny pionek · e6 – Czarny pionek · f6 – Czarny skoczek · b4 – Czarny goniec · c4 – Biały pionek · d4 – Biały pionek · c3 – Biały skoczek · e3 – Biały pionek · a2 – Biały pionek · b2 – Biały pionek · f2 – Biały pionek · g2 – Biały pionek · h2 – Biały pionek · a1 – Biała wieża · c1 – Biały goniec · d1 – Biały hetman · e1 – Biały król · f1 – Biały goniec · g1 – Biały skoczek · h1 – Biała wieża | a8 – Czarna wieża · b8 – Czarny skoczek · c8 – Czarny goniec · d8 – Czarny hetman · e8 – Czarny król · h8 – Czarna wieża · a7 – Czarny pionek · b7 – Czarny pionek · c7 – Czarny pionek · d7 – Czarny pionek · f7 – Czarny pionek · g7 – Czarny pionek · h7 – Czarny pionek · e6 – Czarny pionek · f6 – Czarny skoczek · b4 – Czarny goniec · c4 – Biały pionek · d4 – Biały pionek · c3 – Biały skoczek · e3 – Biały pionek · a2 – Biały pionek · b2 – Biały pionek · f2 – Biały pionek · g2 – Biały pionek · h2 – Biały pionek · a1 – Biała wieża · c1 – Biały goniec · d1 – Biały hetman · e1 – Biały król · f1 – Biały goniec · g1 – Biały skoczek · h1 – Biała wieża | a8 – Czarna wieża · b8 – Czarny skoczek · c8 – Czarny goniec · d8 – Czarny hetman · e8 – Czarny król · h8 – Czarna wieża · a7 – Czarny pionek · b7 – Czarny pionek · c7 – Czarny pionek · d7 – Czarny pionek · f7 – Czarny pionek · g7 – Czarny pionek · h7 – Czarny pionek · e6 – Czarny pionek · f6 – Czarny skoczek · b4 – Czarny goniec · c4 – Biały pionek · d4 – Biały pionek · c3 – Biały skoczek · e3 – Biały pionek · a2 – Biały pionek · b2 – Biały pionek · f2 – Biały pionek · g2 – Biały pionek · h2 – Biały pionek · a1 – Biała wieża · c1 – Biały goniec · d1 – Biały hetman · e1 – Biały król · f1 – Biały goniec · g1 – Biały skoczek · h1 – Biała wieża | a8 – Czarna wieża · b8 – Czarny skoczek · c8 – Czarny goniec · d8 – Czarny hetman · e8 – Czarny król · h8 – Czarna wieża · a7 – Czarny pionek · b7 – Czarny pionek · c7 – Czarny pionek · d7 – Czarny pionek · f7 – Czarny pionek · g7 – Czarny pionek · h7 – Czarny pionek · e6 – Czarny pionek · f6 – Czarny skoczek · b4 – Czarny goniec · c4 – Biały pionek · d4 – Biały pionek · c3 – Biały skoczek · e3 – Biały pionek · a2 – Biały pionek · b2 – Biały pionek · f2 – Biały pionek · g2 – Biały pionek · h2 – Biały pionek · a1 – Biała wieża · c1 – Biały goniec · d1 – Biały hetman · e1 – Biały król · f1 – Biały goniec · g1 – Biały skoczek · h1 – Biała wieża | a8 – Czarna wieża · b8 – Czarny skoczek · c8 – Czarny goniec · d8 – Czarny hetman · e8 – Czarny król · h8 – Czarna wieża · a7 – Czarny pionek · b7 – Czarny pionek · c7 – Czarny pionek · d7 – Czarny pionek · f7 – Czarny pionek · g7 – Czarny pionek · h7 – Czarny pionek · e6 – Czarny pionek · f6 – Czarny skoczek · b4 – Czarny goniec · c4 – Biały pionek · d4 – Biały pionek · c3 – Biały skoczek · e3 – Biały pionek · a2 – Biały pionek · b2 – Biały pionek · f2 – Biały pionek · g2 – Biały pionek · h2 – Biały pionek · a1 – Biała wieża · c1 – Biały goniec · d1 – Biały hetman · e1 – Biały król · f1 – Biały goniec · g1 – Biały skoczek · h1 – Biała wieża | 1 |
|   | a | b | c | d | e | f | g | h |   |

|   | a | b | c | d | e | f | g | h |   |
| 8 | a8 – Czarna wieża · b8 – Czarny skoczek · c8 – Czarny goniec · d8 – Czarny hetman · e8 – Czarny król · f8 – Czarny goniec · g8 – Czarny skoczek · h8 – Czarna wieża · a7 – Czarny pionek · b7 – Czarny pionek · c7 – Czarny pionek · f7 – Czarny pionek · g7 – Czarny pionek · h7 – Czarny pionek · e6 – Czarny pionek · d4 – Biały pionek · e4 – Czarny pionek · c3 – Biały skoczek · a2 – Biały pionek · b2 – Biały pionek · c2 – Biały pionek · f2 – Biały pionek · g2 – Biały pionek · h2 – Biały pionek · a1 – Biała wieża · c1 – Biały goniec · d1 – Biały hetman · e1 – Biały król · f1 – Biały goniec · g1 – Biały skoczek · h1 – Biała wieża | a8 – Czarna wieża · b8 – Czarny skoczek · c8 – Czarny goniec · d8 – Czarny hetman · e8 – Czarny król · f8 – Czarny goniec · g8 – Czarny skoczek · h8 – Czarna wieża · a7 – Czarny pionek · b7 – Czarny pionek · c7 – Czarny pionek · f7 – Czarny pionek · g7 – Czarny pionek · h7 – Czarny pionek · e6 – Czarny pionek · d4 – Biały pionek · e4 – Czarny pionek · c3 – Biały skoczek · a2 – Biały pionek · b2 – Biały pionek · c2 – Biały pionek · f2 – Biały pionek · g2 – Biały pionek · h2 – Biały pionek · a1 – Biała wieża · c1 – Biały goniec · d1 – Biały hetman · e1 – Biały król · f1 – Biały goniec · g1 – Biały skoczek · h1 – Biała wieża | a8 – Czarna wieża · b8 – Czarny skoczek · c8 – Czarny goniec · d8 – Czarny hetman · e8 – Czarny król · f8 – Czarny goniec · g8 – Czarny skoczek · h8 – Czarna wieża · a7 – Czarny pionek · b7 – Czarny pionek · c7 – Czarny pionek · f7 – Czarny pionek · g7 – Czarny pionek · h7 – Czarny pionek · e6 – Czarny pionek · d4 – Biały pionek · e4 – Czarny pionek · c3 – Biały skoczek · a2 – Biały pionek · b2 – Biały pionek · c2 – Biały pionek · f2 – Biały pionek · g2 – Biały pionek · h2 – Biały pionek · a1 – Biała wieża · c1 – Biały goniec · d1 – Biały hetman · e1 – Biały król · f1 – Biały goniec · g1 – Biały skoczek · h1 – Biała wieża | a8 – Czarna wieża · b8 – Czarny skoczek · c8 – Czarny goniec · d8 – Czarny hetman · e8 – Czarny król · f8 – Czarny goniec · g8 – Czarny skoczek · h8 – Czarna wieża · a7 – Czarny pionek · b7 – Czarny pionek · c7 – Czarny pionek · f7 – Czarny pionek · g7 – Czarny pionek · h7 – Czarny pionek · e6 – Czarny pionek · d4 – Biały pionek · e4 – Czarny pionek · c3 – Biały skoczek · a2 – Biały pionek · b2 – Biały pionek · c2 – Biały pionek · f2 – Biały pionek · g2 – Biały pionek · h2 – Biały pionek · a1 – Biała wieża · c1 – Biały goniec · d1 – Biały hetman · e1 – Biały król · f1 – Biały goniec · g1 – Biały skoczek · h1 – Biała wieża | a8 – Czarna wieża · b8 – Czarny skoczek · c8 – Czarny goniec · d8 – Czarny hetman · e8 – Czarny król · f8 – Czarny goniec · g8 – Czarny skoczek · h8 – Czarna wieża · a7 – Czarny pionek · b7 – Czarny pionek · c7 – Czarny pionek · f7 – Czarny pionek · g7 – Czarny pionek · h7 – Czarny pionek · e6 – Czarny pionek · d4 – Biały pionek · e4 – Czarny pionek · c3 – Biały skoczek · a2 – Biały pionek · b2 – Biały pionek · c2 – Biały pionek · f2 – Biały pionek · g2 – Biały pionek · h2 – Biały pionek · a1 – Biała wieża · c1 – Biały goniec · d1 – Biały hetman · e1 – Biały król · f1 – Biały goniec · g1 – Biały skoczek · h1 – Biała wieża | a8 – Czarna wieża · b8 – Czarny skoczek · c8 – Czarny goniec · d8 – Czarny hetman · e8 – Czarny król · f8 – Czarny goniec · g8 – Czarny skoczek · h8 – Czarna wieża · a7 – Czarny pionek · b7 – Czarny pionek · c7 – Czarny pionek · f7 – Czarny pionek · g7 – Czarny pionek · h7 – Czarny pionek · e6 – Czarny pionek · d4 – Biały pionek · e4 – Czarny pionek · c3 – Biały skoczek · a2 – Biały pionek · b2 – Biały pionek · c2 – Biały pionek · f2 – Biały pionek · g2 – Biały pionek · h2 – Biały pionek · a1 – Biała wieża · c1 – Biały goniec · d1 – Biały hetman · e1 – Biały król · f1 – Biały goniec · g1 – Biały skoczek · h1 – Biała wieża | a8 – Czarna wieża · b8 – Czarny skoczek · c8 – Czarny goniec · d8 – Czarny hetman · e8 – Czarny król · f8 – Czarny goniec · g8 – Czarny skoczek · h8 – Czarna wieża · a7 – Czarny pionek · b7 – Czarny pionek · c7 – Czarny pionek · f7 – Czarny pionek · g7 – Czarny pionek · h7 – Czarny pionek · e6 – Czarny pionek · d4 – Biały pionek · e4 – Czarny pionek · c3 – Biały skoczek · a2 – Biały pionek · b2 – Biały pionek · c2 – Biały pionek · f2 – Biały pionek · g2 – Biały pionek · h2 – Biały pionek · a1 – Biała wieża · c1 – Biały goniec · d1 – Biały hetman · e1 – Biały król · f1 – Biały goniec · g1 – Biały skoczek · h1 – Biała wieża | a8 – Czarna wieża · b8 – Czarny skoczek · c8 – Czarny goniec · d8 – Czarny hetman · e8 – Czarny król · f8 – Czarny goniec · g8 – Czarny skoczek · h8 – Czarna wieża · a7 – Czarny pionek · b7 – Czarny pionek · c7 – Czarny pionek · f7 – Czarny pionek · g7 – Czarny pionek · h7 – Czarny pionek · e6 – Czarny pionek · d4 – Biały pionek · e4 – Czarny pionek · c3 – Biały skoczek · a2 – Biały pionek · b2 – Biały pionek · c2 – Biały pionek · f2 – Biały pionek · g2 – Biały pionek · h2 – Biały pionek · a1 – Biała wieża · c1 – Biały goniec · d1 – Biały hetman · e1 – Biały król · f1 – Biały goniec · g1 – Biały skoczek · h1 – Biała wieża | 8 |
| 7 | a8 – Czarna wieża · b8 – Czarny skoczek · c8 – Czarny goniec · d8 – Czarny hetman · e8 – Czarny król · f8 – Czarny goniec · g8 – Czarny skoczek · h8 – Czarna wieża · a7 – Czarny pionek · b7 – Czarny pionek · c7 – Czarny pionek · f7 – Czarny pionek · g7 – Czarny pionek · h7 – Czarny pionek · e6 – Czarny pionek · d4 – Biały pionek · e4 – Czarny pionek · c3 – Biały skoczek · a2 – Biały pionek · b2 – Biały pionek · c2 – Biały pionek · f2 – Biały pionek · g2 – Biały pionek · h2 – Biały pionek · a1 – Biała wieża · c1 – Biały goniec · d1 – Biały hetman · e1 – Biały król · f1 – Biały goniec · g1 – Biały skoczek · h1 – Biała wieża | a8 – Czarna wieża · b8 – Czarny skoczek · c8 – Czarny goniec · d8 – Czarny hetman · e8 – Czarny król · f8 – Czarny goniec · g8 – Czarny skoczek · h8 – Czarna wieża · a7 – Czarny pionek · b7 – Czarny pionek · c7 – Czarny pionek · f7 – Czarny pionek · g7 – Czarny pionek · h7 – Czarny pionek · e6 – Czarny pionek · d4 – Biały pionek · e4 – Czarny pionek · c3 – Biały skoczek · a2 – Biały pionek · b2 – Biały pionek · c2 – Biały pionek · f2 – Biały pionek · g2 – Biały pionek · h2 – Biały pionek · a1 – Biała wieża · c1 – Biały goniec · d1 – Biały hetman · e1 – Biały król · f1 – Biały goniec · g1 – Biały skoczek · h1 – Biała wieża | a8 – Czarna wieża · b8 – Czarny skoczek · c8 – Czarny goniec · d8 – Czarny hetman · e8 – Czarny król · f8 – Czarny goniec · g8 – Czarny skoczek · h8 – Czarna wieża · a7 – Czarny pionek · b7 – Czarny pionek · c7 – Czarny pionek · f7 – Czarny pionek · g7 – Czarny pionek · h7 – Czarny pionek · e6 – Czarny pionek · d4 – Biały pionek · e4 – Czarny pionek · c3 – Biały skoczek · a2 – Biały pionek · b2 – Biały pionek · c2 – Biały pionek · f2 – Biały pionek · g2 – Biały pionek · h2 – Biały pionek · a1 – Biała wieża · c1 – Biały goniec · d1 – Biały hetman · e1 – Biały król · f1 – Biały goniec · g1 – Biały skoczek · h1 – Biała wieża | a8 – Czarna wieża · b8 – Czarny skoczek · c8 – Czarny goniec · d8 – Czarny hetman · e8 – Czarny król · f8 – Czarny goniec · g8 – Czarny skoczek · h8 – Czarna wieża · a7 – Czarny pionek · b7 – Czarny pionek · c7 – Czarny pionek · f7 – Czarny pionek · g7 – Czarny pionek · h7 – Czarny pionek · e6 – Czarny pionek · d4 – Biały pionek · e4 – Czarny pionek · c3 – Biały skoczek · a2 – Biały pionek · b2 – Biały pionek · c2 – Biały pionek · f2 – Biały pionek · g2 – Biały pionek · h2 – Biały pionek · a1 – Biała wieża · c1 – Biały goniec · d1 – Biały hetman · e1 – Biały król · f1 – Biały goniec · g1 – Biały skoczek · h1 – Biała wieża | a8 – Czarna wieża · b8 – Czarny skoczek · c8 – Czarny goniec · d8 – Czarny hetman · e8 – Czarny król · f8 – Czarny goniec · g8 – Czarny skoczek · h8 – Czarna wieża · a7 – Czarny pionek · b7 – Czarny pionek · c7 – Czarny pionek · f7 – Czarny pionek · g7 – Czarny pionek · h7 – Czarny pionek · e6 – Czarny pionek · d4 – Biały pionek · e4 – Czarny pionek · c3 – Biały skoczek · a2 – Biały pionek · b2 – Biały pionek · c2 – Biały pionek · f2 – Biały pionek · g2 – Biały pionek · h2 – Biały pionek · a1 – Biała wieża · c1 – Biały goniec · d1 – Biały hetman · e1 – Biały król · f1 – Biały goniec · g1 – Biały skoczek · h1 – Biała wieża | a8 – Czarna wieża · b8 – Czarny skoczek · c8 – Czarny goniec · d8 – Czarny hetman · e8 – Czarny król · f8 – Czarny goniec · g8 – Czarny skoczek · h8 – Czarna wieża · a7 – Czarny pionek · b7 – Czarny pionek · c7 – Czarny pionek · f7 – Czarny pionek · g7 – Czarny pionek · h7 – Czarny pionek · e6 – Czarny pionek · d4 – Biały pionek · e4 – Czarny pionek · c3 – Biały skoczek · a2 – Biały pionek · b2 – Biały pionek · c2 – Biały pionek · f2 – Biały pionek · g2 – Biały pionek · h2 – Biały pionek · a1 – Biała wieża · c1 – Biały goniec · d1 – Biały hetman · e1 – Biały król · f1 – Biały goniec · g1 – Biały skoczek · h1 – Biała wieża | a8 – Czarna wieża · b8 – Czarny skoczek · c8 – Czarny goniec · d8 – Czarny hetman · e8 – Czarny król · f8 – Czarny goniec · g8 – Czarny skoczek · h8 – Czarna wieża · a7 – Czarny pionek · b7 – Czarny pionek · c7 – Czarny pionek · f7 – Czarny pionek · g7 – Czarny pionek · h7 – Czarny pionek · e6 – Czarny pionek · d4 – Biały pionek · e4 – Czarny pionek · c3 – Biały skoczek · a2 – Biały pionek · b2 – Biały pionek · c2 – Biały pionek · f2 – Biały pionek · g2 – Biały pionek · h2 – Biały pionek · a1 – Biała wieża · c1 – Biały goniec · d1 – Biały hetman · e1 – Biały król · f1 – Biały goniec · g1 – Biały skoczek · h1 – Biała wieża | a8 – Czarna wieża · b8 – Czarny skoczek · c8 – Czarny goniec · d8 – Czarny hetman · e8 – Czarny król · f8 – Czarny goniec · g8 – Czarny skoczek · h8 – Czarna wieża · a7 – Czarny pionek · b7 – Czarny pionek · c7 – Czarny pionek · f7 – Czarny pionek · g7 – Czarny pionek · h7 – Czarny pionek · e6 – Czarny pionek · d4 – Biały pionek · e4 – Czarny pionek · c3 – Biały skoczek · a2 – Biały pionek · b2 – Biały pionek · c2 – Biały pionek · f2 – Biały pionek · g2 – Biały pionek · h2 – Biały pionek · a1 – Biała wieża · c1 – Biały goniec · d1 – Biały hetman · e1 – Biały król · f1 – Biały goniec · g1 – Biały skoczek · h1 – Biała wieża | 7 |
| 6 | a8 – Czarna wieża · b8 – Czarny skoczek · c8 – Czarny goniec · d8 – Czarny hetman · e8 – Czarny król · f8 – Czarny goniec · g8 – Czarny skoczek · h8 – Czarna wieża · a7 – Czarny pionek · b7 – Czarny pionek · c7 – Czarny pionek · f7 – Czarny pionek · g7 – Czarny pionek · h7 – Czarny pionek · e6 – Czarny pionek · d4 – Biały pionek · e4 – Czarny pionek · c3 – Biały skoczek · a2 – Biały pionek · b2 – Biały pionek · c2 – Biały pionek · f2 – Biały pionek · g2 – Biały pionek · h2 – Biały pionek · a1 – Biała wieża · c1 – Biały goniec · d1 – Biały hetman · e1 – Biały król · f1 – Biały goniec · g1 – Biały skoczek · h1 – Biała wieża | a8 – Czarna wieża · b8 – Czarny skoczek · c8 – Czarny goniec · d8 – Czarny hetman · e8 – Czarny król · f8 – Czarny goniec · g8 – Czarny skoczek · h8 – Czarna wieża · a7 – Czarny pionek · b7 – Czarny pionek · c7 – Czarny pionek · f7 – Czarny pionek · g7 – Czarny pionek · h7 – Czarny pionek · e6 – Czarny pionek · d4 – Biały pionek · e4 – Czarny pionek · c3 – Biały skoczek · a2 – Biały pionek · b2 – Biały pionek · c2 – Biały pionek · f2 – Biały pionek · g2 – Biały pionek · h2 – Biały pionek · a1 – Biała wieża · c1 – Biały goniec · d1 – Biały hetman · e1 – Biały król · f1 – Biały goniec · g1 – Biały skoczek · h1 – Biała wieża | a8 – Czarna wieża · b8 – Czarny skoczek · c8 – Czarny goniec · d8 – Czarny hetman · e8 – Czarny król · f8 – Czarny goniec · g8 – Czarny skoczek · h8 – Czarna wieża · a7 – Czarny pionek · b7 – Czarny pionek · c7 – Czarny pionek · f7 – Czarny pionek · g7 – Czarny pionek · h7 – Czarny pionek · e6 – Czarny pionek · d4 – Biały pionek · e4 – Czarny pionek · c3 – Biały skoczek · a2 – Biały pionek · b2 – Biały pionek · c2 – Biały pionek · f2 – Biały pionek · g2 – Biały pionek · h2 – Biały pionek · a1 – Biała wieża · c1 – Biały goniec · d1 – Biały hetman · e1 – Biały król · f1 – Biały goniec · g1 – Biały skoczek · h1 – Biała wieża | a8 – Czarna wieża · b8 – Czarny skoczek · c8 – Czarny goniec · d8 – Czarny hetman · e8 – Czarny król · f8 – Czarny goniec · g8 – Czarny skoczek · h8 – Czarna wieża · a7 – Czarny pionek · b7 – Czarny pionek · c7 – Czarny pionek · f7 – Czarny pionek · g7 – Czarny pionek · h7 – Czarny pionek · e6 – Czarny pionek · d4 – Biały pionek · e4 – Czarny pionek · c3 – Biały skoczek · a2 – Biały pionek · b2 – Biały pionek · c2 – Biały pionek · f2 – Biały pionek · g2 – Biały pionek · h2 – Biały pionek · a1 – Biała wieża · c1 – Biały goniec · d1 – Biały hetman · e1 – Biały król · f1 – Biały goniec · g1 – Biały skoczek · h1 – Biała wieża | a8 – Czarna wieża · b8 – Czarny skoczek · c8 – Czarny goniec · d8 – Czarny hetman · e8 – Czarny król · f8 – Czarny goniec · g8 – Czarny skoczek · h8 – Czarna wieża · a7 – Czarny pionek · b7 – Czarny pionek · c7 – Czarny pionek · f7 – Czarny pionek · g7 – Czarny pionek · h7 – Czarny pionek · e6 – Czarny pionek · d4 – Biały pionek · e4 – Czarny pionek · c3 – Biały skoczek · a2 – Biały pionek · b2 – Biały pionek · c2 – Biały pionek · f2 – Biały pionek · g2 – Biały pionek · h2 – Biały pionek · a1 – Biała wieża · c1 – Biały goniec · d1 – Biały hetman · e1 – Biały król · f1 – Biały goniec · g1 – Biały skoczek · h1 – Biała wieża | a8 – Czarna wieża · b8 – Czarny skoczek · c8 – Czarny goniec · d8 – Czarny hetman · e8 – Czarny król · f8 – Czarny goniec · g8 – Czarny skoczek · h8 – Czarna wieża · a7 – Czarny pionek · b7 – Czarny pionek · c7 – Czarny pionek · f7 – Czarny pionek · g7 – Czarny pionek · h7 – Czarny pionek · e6 – Czarny pionek · d4 – Biały pionek · e4 – Czarny pionek · c3 – Biały skoczek · a2 – Biały pionek · b2 – Biały pionek · c2 – Biały pionek · f2 – Biały pionek · g2 – Biały pionek · h2 – Biały pionek · a1 – Biała wieża · c1 – Biały goniec · d1 – Biały hetman · e1 – Biały król · f1 – Biały goniec · g1 – Biały skoczek · h1 – Biała wieża | a8 – Czarna wieża · b8 – Czarny skoczek · c8 – Czarny goniec · d8 – Czarny hetman · e8 – Czarny król · f8 – Czarny goniec · g8 – Czarny skoczek · h8 – Czarna wieża · a7 – Czarny pionek · b7 – Czarny pionek · c7 – Czarny pionek · f7 – Czarny pionek · g7 – Czarny pionek · h7 – Czarny pionek · e6 – Czarny pionek · d4 – Biały pionek · e4 – Czarny pionek · c3 – Biały skoczek · a2 – Biały pionek · b2 – Biały pionek · c2 – Biały pionek · f2 – Biały pionek · g2 – Biały pionek · h2 – Biały pionek · a1 – Biała wieża · c1 – Biały goniec · d1 – Biały hetman · e1 – Biały król · f1 – Biały goniec · g1 – Biały skoczek · h1 – Biała wieża | a8 – Czarna wieża · b8 – Czarny skoczek · c8 – Czarny goniec · d8 – Czarny hetman · e8 – Czarny król · f8 – Czarny goniec · g8 – Czarny skoczek · h8 – Czarna wieża · a7 – Czarny pionek · b7 – Czarny pionek · c7 – Czarny pionek · f7 – Czarny pionek · g7 – Czarny pionek · h7 – Czarny pionek · e6 – Czarny pionek · d4 – Biały pionek · e4 – Czarny pionek · c3 – Biały skoczek · a2 – Biały pionek · b2 – Biały pionek · c2 – Biały pionek · f2 – Biały pionek · g2 – Biały pionek · h2 – Biały pionek · a1 – Biała wieża · c1 – Biały goniec · d1 – Biały hetman · e1 – Biały król · f1 – Biały goniec · g1 – Biały skoczek · h1 – Biała wieża | 6 |
| 5 | a8 – Czarna wieża · b8 – Czarny skoczek · c8 – Czarny goniec · d8 – Czarny hetman · e8 – Czarny król · f8 – Czarny goniec · g8 – Czarny skoczek · h8 – Czarna wieża · a7 – Czarny pionek · b7 – Czarny pionek · c7 – Czarny pionek · f7 – Czarny pionek · g7 – Czarny pionek · h7 – Czarny pionek · e6 – Czarny pionek · d4 – Biały pionek · e4 – Czarny pionek · c3 – Biały skoczek · a2 – Biały pionek · b2 – Biały pionek · c2 – Biały pionek · f2 – Biały pionek · g2 – Biały pionek · h2 – Biały pionek · a1 – Biała wieża · c1 – Biały goniec · d1 – Biały hetman · e1 – Biały król · f1 – Biały goniec · g1 – Biały skoczek · h1 – Biała wieża | a8 – Czarna wieża · b8 – Czarny skoczek · c8 – Czarny goniec · d8 – Czarny hetman · e8 – Czarny król · f8 – Czarny goniec · g8 – Czarny skoczek · h8 – Czarna wieża · a7 – Czarny pionek · b7 – Czarny pionek · c7 – Czarny pionek · f7 – Czarny pionek · g7 – Czarny pionek · h7 – Czarny pionek · e6 – Czarny pionek · d4 – Biały pionek · e4 – Czarny pionek · c3 – Biały skoczek · a2 – Biały pionek · b2 – Biały pionek · c2 – Biały pionek · f2 – Biały pionek · g2 – Biały pionek · h2 – Biały pionek · a1 – Biała wieża · c1 – Biały goniec · d1 – Biały hetman · e1 – Biały król · f1 – Biały goniec · g1 – Biały skoczek · h1 – Biała wieża | a8 – Czarna wieża · b8 – Czarny skoczek · c8 – Czarny goniec · d8 – Czarny hetman · e8 – Czarny król · f8 – Czarny goniec · g8 – Czarny skoczek · h8 – Czarna wieża · a7 – Czarny pionek · b7 – Czarny pionek · c7 – Czarny pionek · f7 – Czarny pionek · g7 – Czarny pionek · h7 – Czarny pionek · e6 – Czarny pionek · d4 – Biały pionek · e4 – Czarny pionek · c3 – Biały skoczek · a2 – Biały pionek · b2 – Biały pionek · c2 – Biały pionek · f2 – Biały pionek · g2 – Biały pionek · h2 – Biały pionek · a1 – Biała wieża · c1 – Biały goniec · d1 – Biały hetman · e1 – Biały król · f1 – Biały goniec · g1 – Biały skoczek · h1 – Biała wieża | a8 – Czarna wieża · b8 – Czarny skoczek · c8 – Czarny goniec · d8 – Czarny hetman · e8 – Czarny król · f8 – Czarny goniec · g8 – Czarny skoczek · h8 – Czarna wieża · a7 – Czarny pionek · b7 – Czarny pionek · c7 – Czarny pionek · f7 – Czarny pionek · g7 – Czarny pionek · h7 – Czarny pionek · e6 – Czarny pionek · d4 – Biały pionek · e4 – Czarny pionek · c3 – Biały skoczek · a2 – Biały pionek · b2 – Biały pionek · c2 – Biały pionek · f2 – Biały pionek · g2 – Biały pionek · h2 – Biały pionek · a1 – Biała wieża · c1 – Biały goniec · d1 – Biały hetman · e1 – Biały król · f1 – Biały goniec · g1 – Biały skoczek · h1 – Biała wieża | a8 – Czarna wieża · b8 – Czarny skoczek · c8 – Czarny goniec · d8 – Czarny hetman · e8 – Czarny król · f8 – Czarny goniec · g8 – Czarny skoczek · h8 – Czarna wieża · a7 – Czarny pionek · b7 – Czarny pionek · c7 – Czarny pionek · f7 – Czarny pionek · g7 – Czarny pionek · h7 – Czarny pionek · e6 – Czarny pionek · d4 – Biały pionek · e4 – Czarny pionek · c3 – Biały skoczek · a2 – Biały pionek · b2 – Biały pionek · c2 – Biały pionek · f2 – Biały pionek · g2 – Biały pionek · h2 – Biały pionek · a1 – Biała wieża · c1 – Biały goniec · d1 – Biały hetman · e1 – Biały król · f1 – Biały goniec · g1 – Biały skoczek · h1 – Biała wieża | a8 – Czarna wieża · b8 – Czarny skoczek · c8 – Czarny goniec · d8 – Czarny hetman · e8 – Czarny król · f8 – Czarny goniec · g8 – Czarny skoczek · h8 – Czarna wieża · a7 – Czarny pionek · b7 – Czarny pionek · c7 – Czarny pionek · f7 – Czarny pionek · g7 – Czarny pionek · h7 – Czarny pionek · e6 – Czarny pionek · d4 – Biały pionek · e4 – Czarny pionek · c3 – Biały skoczek · a2 – Biały pionek · b2 – Biały pionek · c2 – Biały pionek · f2 – Biały pionek · g2 – Biały pionek · h2 – Biały pionek · a1 – Biała wieża · c1 – Biały goniec · d1 – Biały hetman · e1 – Biały król · f1 – Biały goniec · g1 – Biały skoczek · h1 – Biała wieża | a8 – Czarna wieża · b8 – Czarny skoczek · c8 – Czarny goniec · d8 – Czarny hetman · e8 – Czarny król · f8 – Czarny goniec · g8 – Czarny skoczek · h8 – Czarna wieża · a7 – Czarny pionek · b7 – Czarny pionek · c7 – Czarny pionek · f7 – Czarny pionek · g7 – Czarny pionek · h7 – Czarny pionek · e6 – Czarny pionek · d4 – Biały pionek · e4 – Czarny pionek · c3 – Biały skoczek · a2 – Biały pionek · b2 – Biały pionek · c2 – Biały pionek · f2 – Biały pionek · g2 – Biały pionek · h2 – Biały pionek · a1 – Biała wieża · c1 – Biały goniec · d1 – Biały hetman · e1 – Biały król · f1 – Biały goniec · g1 – Biały skoczek · h1 – Biała wieża | a8 – Czarna wieża · b8 – Czarny skoczek · c8 – Czarny goniec · d8 – Czarny hetman · e8 – Czarny król · f8 – Czarny goniec · g8 – Czarny skoczek · h8 – Czarna wieża · a7 – Czarny pionek · b7 – Czarny pionek · c7 – Czarny pionek · f7 – Czarny pionek · g7 – Czarny pionek · h7 – Czarny pionek · e6 – Czarny pionek · d4 – Biały pionek · e4 – Czarny pionek · c3 – Biały skoczek · a2 – Biały pionek · b2 – Biały pionek · c2 – Biały pionek · f2 – Biały pionek · g2 – Biały pionek · h2 – Biały pionek · a1 – Biała wieża · c1 – Biały goniec · d1 – Biały hetman · e1 – Biały król · f1 – Biały goniec · g1 – Biały skoczek · h1 – Biała wieża | 5 |
| 4 | a8 – Czarna wieża · b8 – Czarny skoczek · c8 – Czarny goniec · d8 – Czarny hetman · e8 – Czarny król · f8 – Czarny goniec · g8 – Czarny skoczek · h8 – Czarna wieża · a7 – Czarny pionek · b7 – Czarny pionek · c7 – Czarny pionek · f7 – Czarny pionek · g7 – Czarny pionek · h7 – Czarny pionek · e6 – Czarny pionek · d4 – Biały pionek · e4 – Czarny pionek · c3 – Biały skoczek · a2 – Biały pionek · b2 – Biały pionek · c2 – Biały pionek · f2 – Biały pionek · g2 – Biały pionek · h2 – Biały pionek · a1 – Biała wieża · c1 – Biały goniec · d1 – Biały hetman · e1 – Biały król · f1 – Biały goniec · g1 – Biały skoczek · h1 – Biała wieża | a8 – Czarna wieża · b8 – Czarny skoczek · c8 – Czarny goniec · d8 – Czarny hetman · e8 – Czarny król · f8 – Czarny goniec · g8 – Czarny skoczek · h8 – Czarna wieża · a7 – Czarny pionek · b7 – Czarny pionek · c7 – Czarny pionek · f7 – Czarny pionek · g7 – Czarny pionek · h7 – Czarny pionek · e6 – Czarny pionek · d4 – Biały pionek · e4 – Czarny pionek · c3 – Biały skoczek · a2 – Biały pionek · b2 – Biały pionek · c2 – Biały pionek · f2 – Biały pionek · g2 – Biały pionek · h2 – Biały pionek · a1 – Biała wieża · c1 – Biały goniec · d1 – Biały hetman · e1 – Biały król · f1 – Biały goniec · g1 – Biały skoczek · h1 – Biała wieża | a8 – Czarna wieża · b8 – Czarny skoczek · c8 – Czarny goniec · d8 – Czarny hetman · e8 – Czarny król · f8 – Czarny goniec · g8 – Czarny skoczek · h8 – Czarna wieża · a7 – Czarny pionek · b7 – Czarny pionek · c7 – Czarny pionek · f7 – Czarny pionek · g7 – Czarny pionek · h7 – Czarny pionek · e6 – Czarny pionek · d4 – Biały pionek · e4 – Czarny pionek · c3 – Biały skoczek · a2 – Biały pionek · b2 – Biały pionek · c2 – Biały pionek · f2 – Biały pionek · g2 – Biały pionek · h2 – Biały pionek · a1 – Biała wieża · c1 – Biały goniec · d1 – Biały hetman · e1 – Biały król · f1 – Biały goniec · g1 – Biały skoczek · h1 – Biała wieża | a8 – Czarna wieża · b8 – Czarny skoczek · c8 – Czarny goniec · d8 – Czarny hetman · e8 – Czarny król · f8 – Czarny goniec · g8 – Czarny skoczek · h8 – Czarna wieża · a7 – Czarny pionek · b7 – Czarny pionek · c7 – Czarny pionek · f7 – Czarny pionek · g7 – Czarny pionek · h7 – Czarny pionek · e6 – Czarny pionek · d4 – Biały pionek · e4 – Czarny pionek · c3 – Biały skoczek · a2 – Biały pionek · b2 – Biały pionek · c2 – Biały pionek · f2 – Biały pionek · g2 – Biały pionek · h2 – Biały pionek · a1 – Biała wieża · c1 – Biały goniec · d1 – Biały hetman · e1 – Biały król · f1 – Biały goniec · g1 – Biały skoczek · h1 – Biała wieża | a8 – Czarna wieża · b8 – Czarny skoczek · c8 – Czarny goniec · d8 – Czarny hetman · e8 – Czarny król · f8 – Czarny goniec · g8 – Czarny skoczek · h8 – Czarna wieża · a7 – Czarny pionek · b7 – Czarny pionek · c7 – Czarny pionek · f7 – Czarny pionek · g7 – Czarny pionek · h7 – Czarny pionek · e6 – Czarny pionek · d4 – Biały pionek · e4 – Czarny pionek · c3 – Biały skoczek · a2 – Biały pionek · b2 – Biały pionek · c2 – Biały pionek · f2 – Biały pionek · g2 – Biały pionek · h2 – Biały pionek · a1 – Biała wieża · c1 – Biały goniec · d1 – Biały hetman · e1 – Biały król · f1 – Biały goniec · g1 – Biały skoczek · h1 – Biała wieża | a8 – Czarna wieża · b8 – Czarny skoczek · c8 – Czarny goniec · d8 – Czarny hetman · e8 – Czarny król · f8 – Czarny goniec · g8 – Czarny skoczek · h8 – Czarna wieża · a7 – Czarny pionek · b7 – Czarny pionek · c7 – Czarny pionek · f7 – Czarny pionek · g7 – Czarny pionek · h7 – Czarny pionek · e6 – Czarny pionek · d4 – Biały pionek · e4 – Czarny pionek · c3 – Biały skoczek · a2 – Biały pionek · b2 – Biały pionek · c2 – Biały pionek · f2 – Biały pionek · g2 – Biały pionek · h2 – Biały pionek · a1 – Biała wieża · c1 – Biały goniec · d1 – Biały hetman · e1 – Biały król · f1 – Biały goniec · g1 – Biały skoczek · h1 – Biała wieża | a8 – Czarna wieża · b8 – Czarny skoczek · c8 – Czarny goniec · d8 – Czarny hetman · e8 – Czarny król · f8 – Czarny goniec · g8 – Czarny skoczek · h8 – Czarna wieża · a7 – Czarny pionek · b7 – Czarny pionek · c7 – Czarny pionek · f7 – Czarny pionek · g7 – Czarny pionek · h7 – Czarny pionek · e6 – Czarny pionek · d4 – Biały pionek · e4 – Czarny pionek · c3 – Biały skoczek · a2 – Biały pionek · b2 – Biały pionek · c2 – Biały pionek · f2 – Biały pionek · g2 – Biały pionek · h2 – Biały pionek · a1 – Biała wieża · c1 – Biały goniec · d1 – Biały hetman · e1 – Biały król · f1 – Biały goniec · g1 – Biały skoczek · h1 – Biała wieża | a8 – Czarna wieża · b8 – Czarny skoczek · c8 – Czarny goniec · d8 – Czarny hetman · e8 – Czarny król · f8 – Czarny goniec · g8 – Czarny skoczek · h8 – Czarna wieża · a7 – Czarny pionek · b7 – Czarny pionek · c7 – Czarny pionek · f7 – Czarny pionek · g7 – Czarny pionek · h7 – Czarny pionek · e6 – Czarny pionek · d4 – Biały pionek · e4 – Czarny pionek · c3 – Biały skoczek · a2 – Biały pionek · b2 – Biały pionek · c2 – Biały pionek · f2 – Biały pionek · g2 – Biały pionek · h2 – Biały pionek · a1 – Biała wieża · c1 – Biały goniec · d1 – Biały hetman · e1 – Biały król · f1 – Biały goniec · g1 – Biały skoczek · h1 – Biała wieża | 4 |
| 3 | a8 – Czarna wieża · b8 – Czarny skoczek · c8 – Czarny goniec · d8 – Czarny hetman · e8 – Czarny król · f8 – Czarny goniec · g8 – Czarny skoczek · h8 – Czarna wieża · a7 – Czarny pionek · b7 – Czarny pionek · c7 – Czarny pionek · f7 – Czarny pionek · g7 – Czarny pionek · h7 – Czarny pionek · e6 – Czarny pionek · d4 – Biały pionek · e4 – Czarny pionek · c3 – Biały skoczek · a2 – Biały pionek · b2 – Biały pionek · c2 – Biały pionek · f2 – Biały pionek · g2 – Biały pionek · h2 – Biały pionek · a1 – Biała wieża · c1 – Biały goniec · d1 – Biały hetman · e1 – Biały król · f1 – Biały goniec · g1 – Biały skoczek · h1 – Biała wieża | a8 – Czarna wieża · b8 – Czarny skoczek · c8 – Czarny goniec · d8 – Czarny hetman · e8 – Czarny król · f8 – Czarny goniec · g8 – Czarny skoczek · h8 – Czarna wieża · a7 – Czarny pionek · b7 – Czarny pionek · c7 – Czarny pionek · f7 – Czarny pionek · g7 – Czarny pionek · h7 – Czarny pionek · e6 – Czarny pionek · d4 – Biały pionek · e4 – Czarny pionek · c3 – Biały skoczek · a2 – Biały pionek · b2 – Biały pionek · c2 – Biały pionek · f2 – Biały pionek · g2 – Biały pionek · h2 – Biały pionek · a1 – Biała wieża · c1 – Biały goniec · d1 – Biały hetman · e1 – Biały król · f1 – Biały goniec · g1 – Biały skoczek · h1 – Biała wieża | a8 – Czarna wieża · b8 – Czarny skoczek · c8 – Czarny goniec · d8 – Czarny hetman · e8 – Czarny król · f8 – Czarny goniec · g8 – Czarny skoczek · h8 – Czarna wieża · a7 – Czarny pionek · b7 – Czarny pionek · c7 – Czarny pionek · f7 – Czarny pionek · g7 – Czarny pionek · h7 – Czarny pionek · e6 – Czarny pionek · d4 – Biały pionek · e4 – Czarny pionek · c3 – Biały skoczek · a2 – Biały pionek · b2 – Biały pionek · c2 – Biały pionek · f2 – Biały pionek · g2 – Biały pionek · h2 – Biały pionek · a1 – Biała wieża · c1 – Biały goniec · d1 – Biały hetman · e1 – Biały król · f1 – Biały goniec · g1 – Biały skoczek · h1 – Biała wieża | a8 – Czarna wieża · b8 – Czarny skoczek · c8 – Czarny goniec · d8 – Czarny hetman · e8 – Czarny król · f8 – Czarny goniec · g8 – Czarny skoczek · h8 – Czarna wieża · a7 – Czarny pionek · b7 – Czarny pionek · c7 – Czarny pionek · f7 – Czarny pionek · g7 – Czarny pionek · h7 – Czarny pionek · e6 – Czarny pionek · d4 – Biały pionek · e4 – Czarny pionek · c3 – Biały skoczek · a2 – Biały pionek · b2 – Biały pionek · c2 – Biały pionek · f2 – Biały pionek · g2 – Biały pionek · h2 – Biały pionek · a1 – Biała wieża · c1 – Biały goniec · d1 – Biały hetman · e1 – Biały król · f1 – Biały goniec · g1 – Biały skoczek · h1 – Biała wieża | a8 – Czarna wieża · b8 – Czarny skoczek · c8 – Czarny goniec · d8 – Czarny hetman · e8 – Czarny król · f8 – Czarny goniec · g8 – Czarny skoczek · h8 – Czarna wieża · a7 – Czarny pionek · b7 – Czarny pionek · c7 – Czarny pionek · f7 – Czarny pionek · g7 – Czarny pionek · h7 – Czarny pionek · e6 – Czarny pionek · d4 – Biały pionek · e4 – Czarny pionek · c3 – Biały skoczek · a2 – Biały pionek · b2 – Biały pionek · c2 – Biały pionek · f2 – Biały pionek · g2 – Biały pionek · h2 – Biały pionek · a1 – Biała wieża · c1 – Biały goniec · d1 – Biały hetman · e1 – Biały król · f1 – Biały goniec · g1 – Biały skoczek · h1 – Biała wieża | a8 – Czarna wieża · b8 – Czarny skoczek · c8 – Czarny goniec · d8 – Czarny hetman · e8 – Czarny król · f8 – Czarny goniec · g8 – Czarny skoczek · h8 – Czarna wieża · a7 – Czarny pionek · b7 – Czarny pionek · c7 – Czarny pionek · f7 – Czarny pionek · g7 – Czarny pionek · h7 – Czarny pionek · e6 – Czarny pionek · d4 – Biały pionek · e4 – Czarny pionek · c3 – Biały skoczek · a2 – Biały pionek · b2 – Biały pionek · c2 – Biały pionek · f2 – Biały pionek · g2 – Biały pionek · h2 – Biały pionek · a1 – Biała wieża · c1 – Biały goniec · d1 – Biały hetman · e1 – Biały król · f1 – Biały goniec · g1 – Biały skoczek · h1 – Biała wieża | a8 – Czarna wieża · b8 – Czarny skoczek · c8 – Czarny goniec · d8 – Czarny hetman · e8 – Czarny król · f8 – Czarny goniec · g8 – Czarny skoczek · h8 – Czarna wieża · a7 – Czarny pionek · b7 – Czarny pionek · c7 – Czarny pionek · f7 – Czarny pionek · g7 – Czarny pionek · h7 – Czarny pionek · e6 – Czarny pionek · d4 – Biały pionek · e4 – Czarny pionek · c3 – Biały skoczek · a2 – Biały pionek · b2 – Biały pionek · c2 – Biały pionek · f2 – Biały pionek · g2 – Biały pionek · h2 – Biały pionek · a1 – Biała wieża · c1 – Biały goniec · d1 – Biały hetman · e1 – Biały król · f1 – Biały goniec · g1 – Biały skoczek · h1 – Biała wieża | a8 – Czarna wieża · b8 – Czarny skoczek · c8 – Czarny goniec · d8 – Czarny hetman · e8 – Czarny król · f8 – Czarny goniec · g8 – Czarny skoczek · h8 – Czarna wieża · a7 – Czarny pionek · b7 – Czarny pionek · c7 – Czarny pionek · f7 – Czarny pionek · g7 – Czarny pionek · h7 – Czarny pionek · e6 – Czarny pionek · d4 – Biały pionek · e4 – Czarny pionek · c3 – Biały skoczek · a2 – Biały pionek · b2 – Biały pionek · c2 – Biały pionek · f2 – Biały pionek · g2 – Biały pionek · h2 – Biały pionek · a1 – Biała wieża · c1 – Biały goniec · d1 – Biały hetman · e1 – Biały król · f1 – Biały goniec · g1 – Biały skoczek · h1 – Biała wieża | 3 |
| 2 | a8 – Czarna wieża · b8 – Czarny skoczek · c8 – Czarny goniec · d8 – Czarny hetman · e8 – Czarny król · f8 – Czarny goniec · g8 – Czarny skoczek · h8 – Czarna wieża · a7 – Czarny pionek · b7 – Czarny pionek · c7 – Czarny pionek · f7 – Czarny pionek · g7 – Czarny pionek · h7 – Czarny pionek · e6 – Czarny pionek · d4 – Biały pionek · e4 – Czarny pionek · c3 – Biały skoczek · a2 – Biały pionek · b2 – Biały pionek · c2 – Biały pionek · f2 – Biały pionek · g2 – Biały pionek · h2 – Biały pionek · a1 – Biała wieża · c1 – Biały goniec · d1 – Biały hetman · e1 – Biały król · f1 – Biały goniec · g1 – Biały skoczek · h1 – Biała wieża | a8 – Czarna wieża · b8 – Czarny skoczek · c8 – Czarny goniec · d8 – Czarny hetman · e8 – Czarny król · f8 – Czarny goniec · g8 – Czarny skoczek · h8 – Czarna wieża · a7 – Czarny pionek · b7 – Czarny pionek · c7 – Czarny pionek · f7 – Czarny pionek · g7 – Czarny pionek · h7 – Czarny pionek · e6 – Czarny pionek · d4 – Biały pionek · e4 – Czarny pionek · c3 – Biały skoczek · a2 – Biały pionek · b2 – Biały pionek · c2 – Biały pionek · f2 – Biały pionek · g2 – Biały pionek · h2 – Biały pionek · a1 – Biała wieża · c1 – Biały goniec · d1 – Biały hetman · e1 – Biały król · f1 – Biały goniec · g1 – Biały skoczek · h1 – Biała wieża | a8 – Czarna wieża · b8 – Czarny skoczek · c8 – Czarny goniec · d8 – Czarny hetman · e8 – Czarny król · f8 – Czarny goniec · g8 – Czarny skoczek · h8 – Czarna wieża · a7 – Czarny pionek · b7 – Czarny pionek · c7 – Czarny pionek · f7 – Czarny pionek · g7 – Czarny pionek · h7 – Czarny pionek · e6 – Czarny pionek · d4 – Biały pionek · e4 – Czarny pionek · c3 – Biały skoczek · a2 – Biały pionek · b2 – Biały pionek · c2 – Biały pionek · f2 – Biały pionek · g2 – Biały pionek · h2 – Biały pionek · a1 – Biała wieża · c1 – Biały goniec · d1 – Biały hetman · e1 – Biały król · f1 – Biały goniec · g1 – Biały skoczek · h1 – Biała wieża | a8 – Czarna wieża · b8 – Czarny skoczek · c8 – Czarny goniec · d8 – Czarny hetman · e8 – Czarny król · f8 – Czarny goniec · g8 – Czarny skoczek · h8 – Czarna wieża · a7 – Czarny pionek · b7 – Czarny pionek · c7 – Czarny pionek · f7 – Czarny pionek · g7 – Czarny pionek · h7 – Czarny pionek · e6 – Czarny pionek · d4 – Biały pionek · e4 – Czarny pionek · c3 – Biały skoczek · a2 – Biały pionek · b2 – Biały pionek · c2 – Biały pionek · f2 – Biały pionek · g2 – Biały pionek · h2 – Biały pionek · a1 – Biała wieża · c1 – Biały goniec · d1 – Biały hetman · e1 – Biały król · f1 – Biały goniec · g1 – Biały skoczek · h1 – Biała wieża | a8 – Czarna wieża · b8 – Czarny skoczek · c8 – Czarny goniec · d8 – Czarny hetman · e8 – Czarny król · f8 – Czarny goniec · g8 – Czarny skoczek · h8 – Czarna wieża · a7 – Czarny pionek · b7 – Czarny pionek · c7 – Czarny pionek · f7 – Czarny pionek · g7 – Czarny pionek · h7 – Czarny pionek · e6 – Czarny pionek · d4 – Biały pionek · e4 – Czarny pionek · c3 – Biały skoczek · a2 – Biały pionek · b2 – Biały pionek · c2 – Biały pionek · f2 – Biały pionek · g2 – Biały pionek · h2 – Biały pionek · a1 – Biała wieża · c1 – Biały goniec · d1 – Biały hetman · e1 – Biały król · f1 – Biały goniec · g1 – Biały skoczek · h1 – Biała wieża | a8 – Czarna wieża · b8 – Czarny skoczek · c8 – Czarny goniec · d8 – Czarny hetman · e8 – Czarny król · f8 – Czarny goniec · g8 – Czarny skoczek · h8 – Czarna wieża · a7 – Czarny pionek · b7 – Czarny pionek · c7 – Czarny pionek · f7 – Czarny pionek · g7 – Czarny pionek · h7 – Czarny pionek · e6 – Czarny pionek · d4 – Biały pionek · e4 – Czarny pionek · c3 – Biały skoczek · a2 – Biały pionek · b2 – Biały pionek · c2 – Biały pionek · f2 – Biały pionek · g2 – Biały pionek · h2 – Biały pionek · a1 – Biała wieża · c1 – Biały goniec · d1 – Biały hetman · e1 – Biały król · f1 – Biały goniec · g1 – Biały skoczek · h1 – Biała wieża | a8 – Czarna wieża · b8 – Czarny skoczek · c8 – Czarny goniec · d8 – Czarny hetman · e8 – Czarny król · f8 – Czarny goniec · g8 – Czarny skoczek · h8 – Czarna wieża · a7 – Czarny pionek · b7 – Czarny pionek · c7 – Czarny pionek · f7 – Czarny pionek · g7 – Czarny pionek · h7 – Czarny pionek · e6 – Czarny pionek · d4 – Biały pionek · e4 – Czarny pionek · c3 – Biały skoczek · a2 – Biały pionek · b2 – Biały pionek · c2 – Biały pionek · f2 – Biały pionek · g2 – Biały pionek · h2 – Biały pionek · a1 – Biała wieża · c1 – Biały goniec · d1 – Biały hetman · e1 – Biały król · f1 – Biały goniec · g1 – Biały skoczek · h1 – Biała wieża | a8 – Czarna wieża · b8 – Czarny skoczek · c8 – Czarny goniec · d8 – Czarny hetman · e8 – Czarny król · f8 – Czarny goniec · g8 – Czarny skoczek · h8 – Czarna wieża · a7 – Czarny pionek · b7 – Czarny pionek · c7 – Czarny pionek · f7 – Czarny pionek · g7 – Czarny pionek · h7 – Czarny pionek · e6 – Czarny pionek · d4 – Biały pionek · e4 – Czarny pionek · c3 – Biały skoczek · a2 – Biały pionek · b2 – Biały pionek · c2 – Biały pionek · f2 – Biały pionek · g2 – Biały pionek · h2 – Biały pionek · a1 – Biała wieża · c1 – Biały goniec · d1 – Biały hetman · e1 – Biały król · f1 – Biały goniec · g1 – Biały skoczek · h1 – Biała wieża | 2 |
| 1 | a8 – Czarna wieża · b8 – Czarny skoczek · c8 – Czarny goniec · d8 – Czarny hetman · e8 – Czarny król · f8 – Czarny goniec · g8 – Czarny skoczek · h8 – Czarna wieża · a7 – Czarny pionek · b7 – Czarny pionek · c7 – Czarny pionek · f7 – Czarny pionek · g7 – Czarny pionek · h7 – Czarny pionek · e6 – Czarny pionek · d4 – Biały pionek · e4 – Czarny pionek · c3 – Biały skoczek · a2 – Biały pionek · b2 – Biały pionek · c2 – Biały pionek · f2 – Biały pionek · g2 – Biały pionek · h2 – Biały pionek · a1 – Biała wieża · c1 – Biały goniec · d1 – Biały hetman · e1 – Biały król · f1 – Biały goniec · g1 – Biały skoczek · h1 – Biała wieża | a8 – Czarna wieża · b8 – Czarny skoczek · c8 – Czarny goniec · d8 – Czarny hetman · e8 – Czarny król · f8 – Czarny goniec · g8 – Czarny skoczek · h8 – Czarna wieża · a7 – Czarny pionek · b7 – Czarny pionek · c7 – Czarny pionek · f7 – Czarny pionek · g7 – Czarny pionek · h7 – Czarny pionek · e6 – Czarny pionek · d4 – Biały pionek · e4 – Czarny pionek · c3 – Biały skoczek · a2 – Biały pionek · b2 – Biały pionek · c2 – Biały pionek · f2 – Biały pionek · g2 – Biały pionek · h2 – Biały pionek · a1 – Biała wieża · c1 – Biały goniec · d1 – Biały hetman · e1 – Biały król · f1 – Biały goniec · g1 – Biały skoczek · h1 – Biała wieża | a8 – Czarna wieża · b8 – Czarny skoczek · c8 – Czarny goniec · d8 – Czarny hetman · e8 – Czarny król · f8 – Czarny goniec · g8 – Czarny skoczek · h8 – Czarna wieża · a7 – Czarny pionek · b7 – Czarny pionek · c7 – Czarny pionek · f7 – Czarny pionek · g7 – Czarny pionek · h7 – Czarny pionek · e6 – Czarny pionek · d4 – Biały pionek · e4 – Czarny pionek · c3 – Biały skoczek · a2 – Biały pionek · b2 – Biały pionek · c2 – Biały pionek · f2 – Biały pionek · g2 – Biały pionek · h2 – Biały pionek · a1 – Biała wieża · c1 – Biały goniec · d1 – Biały hetman · e1 – Biały król · f1 – Biały goniec · g1 – Biały skoczek · h1 – Biała wieża | a8 – Czarna wieża · b8 – Czarny skoczek · c8 – Czarny goniec · d8 – Czarny hetman · e8 – Czarny król · f8 – Czarny goniec · g8 – Czarny skoczek · h8 – Czarna wieża · a7 – Czarny pionek · b7 – Czarny pionek · c7 – Czarny pionek · f7 – Czarny pionek · g7 – Czarny pionek · h7 – Czarny pionek · e6 – Czarny pionek · d4 – Biały pionek · e4 – Czarny pionek · c3 – Biały skoczek · a2 – Biały pionek · b2 – Biały pionek · c2 – Biały pionek · f2 – Biały pionek · g2 – Biały pionek · h2 – Biały pionek · a1 – Biała wieża · c1 – Biały goniec · d1 – Biały hetman · e1 – Biały król · f1 – Biały goniec · g1 – Biały skoczek · h1 – Biała wieża | a8 – Czarna wieża · b8 – Czarny skoczek · c8 – Czarny goniec · d8 – Czarny hetman · e8 – Czarny król · f8 – Czarny goniec · g8 – Czarny skoczek · h8 – Czarna wieża · a7 – Czarny pionek · b7 – Czarny pionek · c7 – Czarny pionek · f7 – Czarny pionek · g7 – Czarny pionek · h7 – Czarny pionek · e6 – Czarny pionek · d4 – Biały pionek · e4 – Czarny pionek · c3 – Biały skoczek · a2 – Biały pionek · b2 – Biały pionek · c2 – Biały pionek · f2 – Biały pionek · g2 – Biały pionek · h2 – Biały pionek · a1 – Biała wieża · c1 – Biały goniec · d1 – Biały hetman · e1 – Biały król · f1 – Biały goniec · g1 – Biały skoczek · h1 – Biała wieża | a8 – Czarna wieża · b8 – Czarny skoczek · c8 – Czarny goniec · d8 – Czarny hetman · e8 – Czarny król · f8 – Czarny goniec · g8 – Czarny skoczek · h8 – Czarna wieża · a7 – Czarny pionek · b7 – Czarny pionek · c7 – Czarny pionek · f7 – Czarny pionek · g7 – Czarny pionek · h7 – Czarny pionek · e6 – Czarny pionek · d4 – Biały pionek · e4 – Czarny pionek · c3 – Biały skoczek · a2 – Biały pionek · b2 – Biały pionek · c2 – Biały pionek · f2 – Biały pionek · g2 – Biały pionek · h2 – Biały pionek · a1 – Biała wieża · c1 – Biały goniec · d1 – Biały hetman · e1 – Biały król · f1 – Biały goniec · g1 – Biały skoczek · h1 – Biała wieża | a8 – Czarna wieża · b8 – Czarny skoczek · c8 – Czarny goniec · d8 – Czarny hetman · e8 – Czarny król · f8 – Czarny goniec · g8 – Czarny skoczek · h8 – Czarna wieża · a7 – Czarny pionek · b7 – Czarny pionek · c7 – Czarny pionek · f7 – Czarny pionek · g7 – Czarny pionek · h7 – Czarny pionek · e6 – Czarny pionek · d4 – Biały pionek · e4 – Czarny pionek · c3 – Biały skoczek · a2 – Biały pionek · b2 – Biały pionek · c2 – Biały pionek · f2 – Biały pionek · g2 – Biały pionek · h2 – Biały pionek · a1 – Biała wieża · c1 – Biały goniec · d1 – Biały hetman · e1 – Biały król · f1 – Biały goniec · g1 – Biały skoczek · h1 – Biała wieża | a8 – Czarna wieża · b8 – Czarny skoczek · c8 – Czarny goniec · d8 – Czarny hetman · e8 – Czarny król · f8 – Czarny goniec · g8 – Czarny skoczek · h8 – Czarna wieża · a7 – Czarny pionek · b7 – Czarny pionek · c7 – Czarny pionek · f7 – Czarny pionek · g7 – Czarny pionek · h7 – Czarny pionek · e6 – Czarny pionek · d4 – Biały pionek · e4 – Czarny pionek · c3 – Biały skoczek · a2 – Biały pionek · b2 – Biały pionek · c2 – Biały pionek · f2 – Biały pionek · g2 – Biały pionek · h2 – Biały pionek · a1 – Biała wieża · c1 – Biały goniec · d1 – Biały hetman · e1 – Biały król · f1 – Biały goniec · g1 – Biały skoczek · h1 – Biała wieża | 1 |
|   | a | b | c | d | e | f | g | h |   |

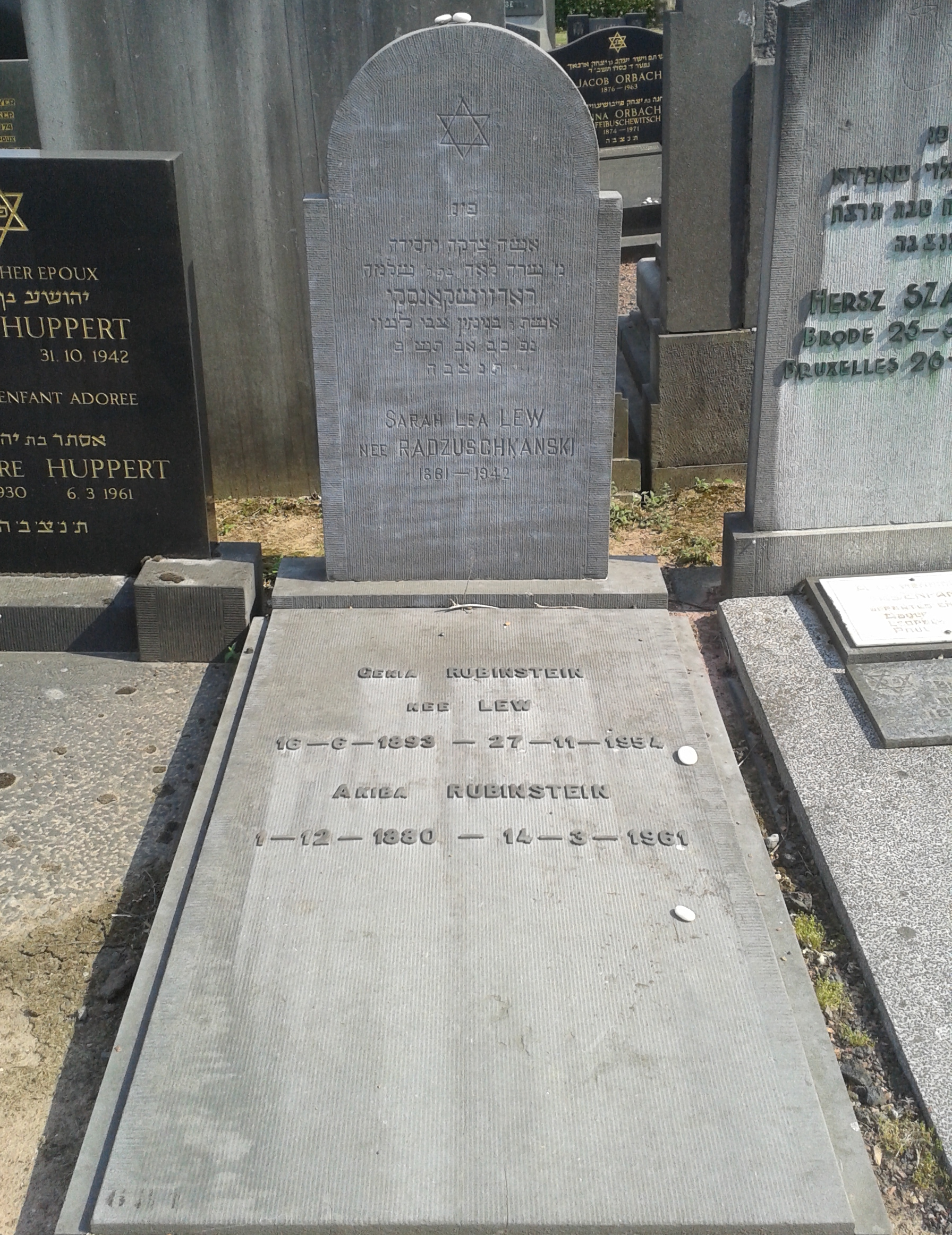
Grób Akiby Rubinsteina na cmentarzu w Wezembeek-Oppem.

Akiba Rubinstein (ur. 12 grudnia 1882 lub 1 grudnia 1880 w Stawiskach, zm. 14 marca 1961 w Antwerpii) – polski szachista pochodzenia żydowskiego, jeden z czołowych zawodników świata w pierwszych dekadach XX wieku, związany z Łodzią.
Urodził się w Stawiskach koło Łomży w rodzinie skromnego nauczyciela żydowskiego. Ojciec zmarł przed jego urodzeniem, dlatego wychowaniem chłopca zajęli się dziadkowie ze strony ojca, którzy zamierzali wykształcić go religijnie, oddając do szkoły rabinackiej.

## Nauka i zajęcia zawodowe
Zaczął pobierać nauki judaistyczne, ale już w 1898 Akiba Rubinstein porzucił naukę w jeszybocie i został zawodowym szachistą. Początkowo grał w Białymstoku. Grywano tam w kawiarniach i restauracjach, gdyż nie było w mieście klubu szachowego.
W 1901 przeniósł się do Łodzi, która była wówczas obok Warszawy najsilniejszym szachowym ośrodkiem na ziemiach polskich. Tu zwrócił na niego uwagę Chaim Janowski, umożliwiając mu dalszą karierę w barwach Łódzkiego Towarzystwa Zwolenników Gry Szachowej.

## Sukcesy
Już w 1903 podczas wszechrosyjskiego turnieju szachowego w Kijowie Akiba Rubinstein zajął piąte miejsce, wyprzedzając wielu czołowych szachistów rosyjskich.
W 1904 w spotkaniu o mistrzostwo Łodzi Akiba Rubinstein pokonał znanego łódzkiego szachistę - Henryka Salwego.
W 1906 zdobył wicemistrzostwo Rosji, a w międzynarodowym turnieju w Ostendzie zajął trzecie miejsce. W następnych latach osiągał kolejne sukcesy i tytuły mistrzowskie: w Karlsbadzie (1907), Wiedniu i Pradze (1908), Petersburgu (1909) i Warszawie (1910).
Uznawano go za jednego z prekursorów nowoczesnej gry pozycyjnej.
W 1910 przeniósł się do Warszawy, zachęcony stałą pensją wyznaczoną przez Warszawskie Towarzystwo Zwolenników Gry Szachowej. Tutaj nadal osiągał sukcesy, pokonując wielu wybitnych szachistów polskich i zagranicznych. Mimo iż mieszkał w Warszawie, nadal reprezentował barwy Łódzkiego Towarzystwa Zwolenników Gry Szachowej.
Lata od 1907 do 1912 roku to okres największych triumfów Akiby Rubinsteina. W 1907 roku zwyciężył w bardzo silnie obsadzonym turnieju w Karlowych Warach, w 1909 roku podzielił pierwsze miejsce na turnieju w Petersburgu. W 1910 roku, gdy Carl Schlechter rozgrywał swój mecz o mistrzostwo świata przeciwko Emanuelowi Laskerowi, Rubinstein był uważany przez wielu za najsilniejszego szachistę świata. W tamtych czasach pretendent do szachowej korony musiał dysponować sporą kwotą na organizację meczu i nagrody. Mistrz świata sam wybierał sobie przeciwnika, głównym kryterium pozostawała wysokość kwoty, jaką kandydat był w stanie zorganizować. Z tych względów Rubinsteinowi nie dane było nigdy rozegranie meczu o mistrzostwo świata, chociaż zarówno wówczas, jak i później uważano, że był jednym z najwybitniejszych szachistów w historii, który takiej szansy został pozbawiony.
Przez całe swoje życie borykał się z chorobą umysłową, cierpiał na antropofobię, czyli lęk przed ludźmi. Zdawał sobie sprawę ze swoich zaburzeń psychicznych i walczył z nimi z różnym skutkiem w różnych okresach życia.
W 1912 roku Akiba Rubinstein osiągnął zupełnie niecodzienny sukces: wygrał kolejnych pięć ważnych międzynarodowych turniejów w ciągu jednego roku: w San Sebastián, Pieszczanach, Wrocławiu, Warszawie i Wilnie. Nie zdarzyło się to nigdy przedtem. Pięćdziesiąt lat później Bent Larsen wygrał pięć turniejów z rzędu, jednak zajęło mu to trzy lata. Tak więc seria Rubinsteina pozostaje rekordem do dzisiaj.
W tym czasie Akibie Rubinsteinowi coraz bardziej dokuczała choroba psychiczna. Skarżył się na muchę, która bez przerwy przeszkadzała mu skupić się w trakcie rozgrywania turniejowych partii. Trudno też było odwiedzać go w jego własnym domu. Jego żona uprzedzała potencjalnych gości, by nie zostawali zbyt długo, bo może zdarzyć się, że podczas zbyt długiej wizyty gospodarz opuści pokój przez okno.
Do 1914 roku Rubinstein zachowywał jeszcze nadzieję na rozegranie meczu o mistrzostwo świata, jednak wybuch I wojny światowej ostatecznie pokrzyżował wszystkie plany. Po wojnie Akiba Rubinstein kontynuował starty w prestiżowych turniejach szachowej elity, chociaż z mniejszym niż przed wojną powodzeniem. W latach dwudziestych jednakże wrócił do dawnej formy i w 1922 roku zwyciężył w bardzo silnym turnieju w Wiedniu aż o 1½ punktu przed Ksawerym Tartakowerem. W pokonanym polu pozostali m.in. Siegbert Tarrasch, Geza Maroczy, Aleksandr Alechin i Richard Réti. Przez następne dziesięć lat uczestniczył w wielu turniejach, zajmując zawsze czołowe miejsca. W 1930 roku poprowadził polską drużynę do zwycięstwa na III szachowej olimpiadzie w Hamburgu, przyczyniając się do zdobycia przez Polskę drużynowego mistrzostwa świata. Sam odebrał nagrodę za najlepszy wynik indywidualny (13 zwycięstw, 0 porażek, 4 remisy). Rok później w Pradze był już w nieco gorszej formie, polska reprezentacja zajęła drugie miejsce. Po 1932 roku Rubinstein już nie wystąpił w żadnym turnieju. Choroba, z którą walczył przez całe życie, w końcu wzięła górę.
W 1926 wyjechał na stałe z Polski, początkowo mieszkał przez kilka miesięcy w Berlinie. Potem osiadł na stałe w Belgii, zachowując jednak polskie obywatelstwo. W 1927 jedyny raz wystąpił w finale indywidualnych mistrzostw Polski, zdobywając złoty medal.
Według retrospektywnego systemu Chessmetrics, najwyższy ranking osiągnął w czerwcu 1913, z wynikiem 2789 punktów zajmował wówczas 1. miejsce na świecie. W 1950 Międzynarodowa Federacja Szachowa przyznała mu – za osiągnięcia z przeszłości – tytuł arcymistrza.

## Schyłek życia
W latach II wojny światowej ukrywał się w szpitalu psychiatrycznym Jean Titeca w Schaerbeek. Po wojnie zaprzestał zupełnie gry w szachy. Zapomniany, od 1954, po śmierci żony, przebywał w domu starców w Brukseli. Podczas remontu placówki przeniesiono go wraz z innymi pensjonariuszami do Antwerpii, gdzie zmarł 14 marca 1961. Pochowany w Wezembeek-Oppem w Brabancji Flamandzkiej na cmentarzu gminy miejskiej Etterbeek.

## Znaczenie dla światowego życia szachowego
Rubinstein uważany jest dzisiaj za jednego z największych klasyków szachów, mimo że nie pozostawił po sobie artykułów ani książek, ani nawet zbyt wielu notatek. Znamy jego osiągnięcia głównie z zapisów partii i wspomnień jemu współczesnych. Wiele wariantów szachowych otwarć nawiązuje w swoich nazwach do Rubinsteina (np. obrona Nimzowitscha – wariant Rubinsteina). W samym tylko gambicie hetmańskim można znaleźć kilka głównych wariantów nazwanych nazwiskiem Rubinsteina.

## Upamiętnienie
W Polsce (w Polanicy-Zdroju) od 1963 rozgrywany jest Międzynarodowy Festiwal Szachowy im. Akiby Rubinsteina. W 2010 Europejska Unia Szachowa ogłosiła rok 2012 „Rokiem Akiby Rubinsteina”. W 2011 w Polanicy-Zdroju ustawiono pomnik – ławeczkę Rubinsteina. W 2019 w Stawiskach w centralnym punkcie miasta, w ramach upamiętnienia, w rewitalizowanym parku podłoże ma kształt szachownicy oraz ustawiono stoły do gry w szachy.